# Wake Up, Girls!
『Wake Up, Girls!』（ウェイク アップ ガールズ）は、日本のアニメーション作品。2014年1月から2018年1月まで、テレビアニメ2本、映画版3本が制作された。他にスピンオフ作品やタイアップによるショートアニメがネット上で公開された。略称「WUG（ワグ）」。
初期はOrdet×タツノコプロが制作。『うぇいくあっぷがーるZOO!』からタツノコプロは制作から外れ、スタジオモリケンが加わる。Ordetも『新章』からは外れ、『続・劇場版』に参加したミルパンセが、単独で制作した。
2014年1月10日から劇場アニメ『Wake Up, Girls! 七人のアイドル』全国公開され、同日に、ストーリー上は劇場アニメの続きであるテレビアニメシリーズ『Wake Up, Girls!』が放送スタート。3月28日までテレビ東京ほかにて放送された。全12話＋総集編の全13回。
2015年9月25日からは劇場アニメ『Wake Up, Girls! 青春の影』が、同年12月11日からは劇場アニメ『Wake Up, Girls! Beyond the Bottom』が公開された。前後編の2部構成となっている。
2017年10月から2018年1月まで、テレビアニメ『Wake Up, Girls! 新章』がテレビ東京ほかで放送された。全13話。第7話は「特別編」として声優が出演する番組が放送されたため、アニメとしては全12回となる。監督を始めスタッフの大半が変わっている。

## 概要
2012年9月10日に、アニメの製作とオーディオション企画が発表される。主役7人の声優は「81プロデュースとavexが共同でオーディションを行い、プロダクションに所属していない一般人から選ぶ」と発表され 同年9月10日から12月15日まで「avex×81produce Wake Up, Girls! AUDITION 第2回アニソン・ヴォーカルオーディション」が開催された。監督の山本寛は自ら企画を立ち上げたとしている。また、折からの東北地方太平洋沖地震（東日本大震災）の発生を受けて東北地方を舞台としたとしている。
2013年7月28日、幕張メッセ国際展示場で開催された「WONDERFUL HOBBY LIFE FOR YOU!! 18」にて、オーディションの合格者7人による声優ユニット「Wake Up, Girls!」が初お披露目となり、2014年新春よりのテレビ放送と劇場版公開が発表された。
劇場版とテレビアニメ版はストーリーが連続している。劇場版はWake Up, Girls!を結成し活動を開始するところまでが描かれ、テレビアニメ版はそのエンディング直後から始まるため、劇場版を見ておかないと話の序盤がわからない構成となっている。劇場版第2作（前後編）はテレビアニメ版の直接の続編となっているが、ストーリー上はここまでの連続性はなく、独立した内容である。
初期の劇場版サブタイトル、およびTV版の各話サブタイトルはすべて黒澤明作品のタイトルのもじりとなっているが、本編の内容とは関係がない。「ZOO」と「新章」では、この縛りはない。
2014年10月よりスピンオフアニメ「うぇいくあっぷがーるZOO!」がネット配信され、2014年12月には劇場版第2作が2015年公開と発表され。その後、前後編として、2015年9月に前編の「青春の影」が、同年12月に後編の「Beyond the Bottom」がそれぞれ公開された。
「東北の復興応援活動への評価」として第9回声優アワード特別賞を受賞。
2015年12月12日、イベント「Wake Up, Girls！Festa. 2015 Beyond the Bottom Extend」において『Wake Up, Girls！』新プロジェクトが発表された。I-1clubがWake Up, Girls！を吸収合併するという内容だったが、のちの『新章』では実現しなかった。
2015年12月20日、宮城県とのタイアッププロジェクト「Wake Up, 宮城！触れ愛プロジェクトin台湾」が発表された。地方創生の一環として宮城県の観光振興を目指すという趣旨で、ショートアニメが制作された。
2016年7月4日、Wake Up, Girls!、I-1club、ネクストストームの3グループのキャラクターを対象としたファン投票「WUG-1 グランプリ」 により選ばれたメンバーからなる新ユニット「WI7ers」の結成が発表された が、実現せずに終わる。
2016年12月11日、イベント「Wake Up, Girls！Festa. 2016 SUPER LIVE」において『Wake Up, Girls！新章』が2017年TVアニメとして放送されることが発表。『新章』では山本寛が降板し、旧作にも演出家として参加していた板垣伸が新たに監督に就任した。このイベントでは『新章』の新キャラクターを演じる声優を第3回アニソンヴォーカルオーディションで公募することが発表された。
この第3回オーディションでは約2000名の応募者から3名が選ばれ、2017年7月30日のワンダーフェスティバル内イベント「WONDERFUL HOBBY LIFE FOR YOU!!26」において担当する新キャラクターと同時に発表された。この合格者によりWake Up, Girls!とは独立した新声優ユニット「Run Girls, Run!」（ランガールズラン）を結成することも公表された。
2017年10月から2018年1月まで『Wake Up, Girls!新章』が放送。
2018年6月15日、声優ユニット「Wake Up, Girls!」が翌年3月に解散すると発表、全国12会場、33公演におよぶ全国ツアー「Wake Up, Girls！ FINAL TOUR - HOME -」 を経て、2019年3月8日、さいたまスーパーアリーナでのライブ「Wake Up, Girls！ FINALLIVE ～想い出のパレード～」で声優ユニットのWake Up, Girls!は解散した。声優ユニット「Wake Up, Girls!」の解散後も、各メンバーは個人の声優として活動している。プロジェクトとしての「Wake Up, Girls!」もまた継続していくとされている。『新章』で誕生したRun Girls, Run!も2023年3月まで活動を継続し、そのメンバーもまた引き続き個人の声優として活動を行っている。

## ストーリー

### 七人のアイドル
2013年7月、宮城県仙台に拠点を置く弱小芸能プロダクション「グリーンリーヴス・エンタテインメント」は所属していた最後のタレントにも逃げられ、危機を迎えていた。そこで社長の丹下順子は打開策としてアイドルグループの結成を思いつく。さっそく命令でアイドルのスカウトを始めた事務所のマネージャー、松田耕平は公園でひとり口ずさむ少女を発見する。その歌声に魅了された松田は声をかけてみるものの、彼女はアイドルという言葉を聞いて立ち去ってしまう。その彼女は、かつて人気アイドルグループI-1clubの中心メンバーだったものの、とある事情からグループを脱退していた島田真夢だった。
S-Style 8月号（地域情報タウン誌）での広告や街での勧誘の結果、オーディションで6人のメンバーを選抜する。オーディションに応募してきた林田藍里の付き添いで真夢も現れ、丹下や松田が再度勧誘するも拒絶される。結局、6人でアイドルグループWake Up, Girls!の活動を開始し、ダンスやボイストレーニングに励みつつ、ストリートライブを敢行するなど徐々に活動を始める。真夢はレッスンの会場前まで藍里の付き添いで行った際、Wake Up, Girls!がダンスをする光景を見て思わず歌に合わせてステップを踏んでしまう。
丹下と松田はグループの核と見込んでいた真夢を諦めきれず、藍里を介して三度目の勧誘を行うもやはり拒絶されるが、その際に松田は真夢に、I-1club時代の輝いていた真夢が映ったDVDを無理やり渡す。やがてWake Up, Girls!はCDデビュー&デビューライブが決まり、難航していたデビュー曲も丹下と懇意にしていたユニット・Twinkleに作詞・作曲の提供をしてもらい、インディーズながらCDが完成する。しかしその矢先、丹下が会社の金を持ち逃げ失踪してしまう。その結果、予定されていたデビューライブは中止となり、松田やWake Up, Girls!の6人たちは浮足立ち、互いにWake Up, Girls!や自分の今後を考え始める。デビューを望んでいた藍里がWake Up, Girls!の危機を泣きながら真夢に話したことで真夢が自分の過去と重なる部分を思い出し、松田から渡されたI-1club時代の自分が映ったDVDを自室で一人泣きながら見る。自分のしたいことに気づいた真夢は家を飛び出し、雨の中を走って、グリーンリーブスの事務所に飛び込んだ。
ちょうど事務所では、松田と6人のメンバーが集まって、最後に1回だけでもライブをやろうかと話し合っている最中だった。飛び込んで来た真夢がWake Up, Girls!に入りたいと宣言すると、全員が戸惑う中、リーダーである七瀬佳乃が真夢の覚悟を問いただし、加入が決定した。結局、真夢を含めて最初で最後のライブを12月24日のクリスマスイブに行うことが決まった。しかし、衣装が用意できず制服のまま歌うことになり、飛び込みでやることになったライブは事前告知も出来なかった。雪も降り出し、人もまばらな夜の勾当台公園野外音楽堂で、Wake Up, Girls!の7人は1曲だけのステージを歌い上げた。すると、観客の一人から「アンコール」を連呼され、メンバーは喜びで一杯になった。

### TV第1期

#### 再始動、社長の復帰（1話〜2話）
ステージから数日後、年が明けたが依然として丹下は帰ってこず、松田は自宅で請求書の山に項垂れていた。Wake Up, Girls!は正式に解散しておらず、また連絡するとして宙ぶらりの状態となっていた。Wake Up, Girls!のメンバーはライブによりまた活動したいという意欲が沸々と湧いてきていた。やがて松田はメンバーを招集し活動再開に際して、丹下の代わりにプロデューサーとして須藤という怪しげな男を紹介する。
須藤の持ってきた仕事は健康ランドの休憩所でのライブだったが、（違法まがいの）酒類提供の接客営業を兼ねたものであった。客からの下卑た視線や言動にメンバーは不満を吐きつつ、芸能経験のある佳乃や真夢の言葉に励まされながら頑張るも、ついに酔客のセクハラに耐えかねた岡本未夕は脱退を宣言し帰ってしまう。健康ランドの担当者に確認すると、既にギャラは須藤に前払いで払っていたことが判明し、松田がまともに契約書を読んでいなかったことも明らかとなる。不穏な空気となるなか、たまたその場に居合わせた丹下がボコボコにされた須藤とともに現れ、健康ランドから受け取ったギャラの返却と、今後Wake Up, Girls!に近づかないことを約束させる。その後、事務所に戻り、これまでの責任をとり仕事を持ってくることを約束する丹下だが、未夕がいないことに気づき連れ戻すように命じる。佳乃が未夕がメイド喫茶に勤めていたことを思い出し、二手に分かれて探すと、予想通り未夕はメイド喫茶で店を手伝っており、迎えに来た真夢、佳乃、藍里にメイド喫茶でのライブを見ていって欲しいと声を掛けた。未夕のライブ中、未夕を応援する人たちばかりなのを見て、真夢はあったかいなという言葉とともに意味深な表情を見せた。メイド喫茶の客の中には、12月の勾当台公園でのライブを見ていた人たちがおり、メイド喫茶の客全体から応援の言葉が届き、未夕はWake Up, Girls!で再びがんばることを決める。

#### 活躍と挫折
翌日、丹下により、地元TV局のTV番組に持ち込んだ2つの企画が通ったことが明かされる。くじ引きの結果、真夢、片山実波、久海菜々美がロケもあるグルメレポートコーナーを担当し、佳乃、藍里、未夕、菊間夏夜は当初熱湯に入る熱湯天気予報の担当となるが、松田により企画が動物の着ぐるみかぶったアニマル天気予報に変更され、本格的な活動が再開されることとなる。
この活動のなかで、特に実波の食べっぷりによりグルメレポートコーナーが評判となり視聴率が好調であったことから、テレビ局のイベントで、Wake Up, Girls!のミニライブを行えることになった。しかし当日、応援してくれている民謡同好会の磯川が倒れたことを知った実波は磯川の元へ向かってしまう。集合時間になっても実波が来ないことから不安に思ったメンバーが電話を掛け、事情を知った丹下も実波抜きの6人でライブを乗り切ることをメンバーに伝える。一方、入院している磯川からライブに行くように優しく諭された実波はライブ会場へ向かい、なんとか開始時間に間に合う。7人全員で行うことができたライブは盛況のうちに終了した。その報道は東京まで届いたが、そのことで真夢に関連したゴシップを追うマスコミも関心を持ち始め、実際に東京からグリーンリーヴズにマスコミが訪れて偽装取材まで図られ、真夢に対しゴシップ地味た質問を行う事態に発展する。なんとか追い返し事なきを得たものの、真夢以外のメンバーはマスコミの「真夢ありき」という言葉にショックを受けてしまう。一方真夢は仙台にライブの下見に来ていたI-1clubの岩崎志保と再開する。志保は真夢に対して今でもライバル意識を剥き出しにしつつも、真夢に対しI-1clubの評判が落ちるから不甲斐ない姿を見せるなという言葉を投げつけた。
丹下はWake Up,Gils!の単独ライブを企図しライブハウスでイベントを開こうとするも、日時はI-1clubが仙台で公演を行う日と重なっていた。レギュラー番組に加え、ラジオや路上などでメンバー全員で必死にPRし当日を迎えるが、現実は厳しく客入りはまばらだった。肝心の内容も振りやトークでミスを重ねる有様で、公演が失敗に終わったWake Up,Girls!のメンバーたちは大きなショックを受ける。丹下はその様子を憂慮し、翌日仙台公演を行っているI-1clubのライブにWake Up,Girls!を連れて行くことにする。I-1clubのライブに圧倒されメンバーたちは反省を口にし、その傍ら真夢は会場で吉川愛と再会し旧交を温めつつ、志保に自分なりの答えを出した。一方で丹下は先日のWake Up,Girls!のライブにたまたま訪れていたI-1clubに曲・詩を提供している音楽プロデューサーの早坂相と出会う。ここで早坂から、自身がWake Up,Girls!に対して全権を持ち手掛けることに関して丹下側から一切の異議を出さないという条件のもと、Wake Up,Girls!のプロデュースを無償で手がけることを提案される。この申し出に丹下は応じ、早坂にプロデュースを委任した。

#### 名プロデューサーの登場と諍い
早坂はWake Up,Girls!を基礎から鍛えあげるべく、1日10時間の徹底的な基礎体力づくりを含めたレッスンや、場馴れするため週末に1日数回のライブを月2回行うように指示する。この過酷なレッスンに、I-1club脱退以降も鍛え続けていた真夢以外のメンバーは体力を使い果たし、疲労困憊で帰宅するほどだった。そんな中藍里は皆を励まそうと鼓舞したが、一方で家族や早坂から、藍里の視点が創る側ではなくファン側のものであることを指摘される。早坂からの脱退勧告に藍里はショックを受け、待っていた真夢を置いて一人で帰るほどに落ち込んだ。その後、藍里はライブでの失態を機にレッスンに姿を見せなくなり他のメンバーは戸惑う中、早坂が藍里はWake Up,Girls!に必要なく、もはや切り捨てようと述べ、藍里をメンバーが切ろうとしないなら全員クビだと宣言した。
そんな中残されたメンバーたちは戸惑い喧嘩になったが、真夢の言葉によってみな我に返り、真夢と佳乃は藍里を説得しに、夏夜、未夕、実波、菜々美は丹下のところに相談に向かう。丹下は全権委任した早坂を説得しろと突き放したため、夏夜たちは早坂の居場所へ向かう。夏夜たちは藍里以外のメンバー全員で出した「藍里をメンバーのままで早坂のプロデュースを受けたい」という結論を早坂に告げ、早坂は別の条件を提示することで受け入れ、その条件も夏夜たちは協力しあいながらクリアした。その頃藍里は、父親に家業の菓子作りの手伝いを願い出るが、父親は藍里がアイドル活動を投げ出した事情を薄々感づいており、突き放した態度を見せつつも黙って手伝いをさせた。藍里の家を訪れた真夢と佳乃は藍里の説得を開始、藍里の思いは親友の真夢の説得も受け入れないほど頑なだったが、リーダーとして苦労している佳乃の涙ながらの説得により、藍里も泣いて折れ戻ることを決める。藍里は父親に手伝えなくなったことを告げ、父親からは「継続は力なり」とエールを送られた。
藍里が戻ってきた後の事務所で、早坂は年末に開かれるアイドルの祭典にWake Up,Girls!も参加することを発表。この祭典用に早坂自身が書いた新曲「極上スマイル」を提供するが、裏ではI-1Clubにも同じ楽曲を提供し、I-1Clubのプロデューサー・白木徹に試聴させていた。同時期、光塚歌劇団の入学準備のため、菜々美がアイドルの祭典の前にWake Up,Girls!を脱退することを松田だけに告げた。アイドルの祭典のネット上における他ユニットの情報や下馬評を見て、メンバーの間でどことなく緩んだムードが漂う中、早坂からは練習時間が他のグループより著しく少なくこのままでは予選落ちだと活を入れられる。I-1clubでもWake Up,Girls!は早坂がプロデュースするということで認知度は上がっており、仙台に仕事で訪れた志保は行きつけの喫茶店で休んでいたWake Up,Girls!のメンバーとたまたま会った。仙台の触れ愛プロジェクト以来の真夢と志保の再会となったが、志保はアイドルの祭典に参加する以上I-1clubのOGとしてでも本気で来て欲しいと強い口調で告げられる。そのこともあり真夢はメンバーに練習量を増やすことを提案したが、佳乃は真夢の自分のことを何も話さないまま勝手に提案を行う姿勢に反発し、二人は一触即発の状態になってしまう。
仲直りの意味も含め夏夜の提案により、夏夜の実家である気仙沼の旅館で合宿を行うことになった。更地になった市内を見て哀しい表情を浮かべる一行は旅館へ荷物を早々に預けると、ランニングやストレッチなどトレーニングに全員で取り組む。早朝、真夢がいないことに気づいた夏夜は表に出ると、真夢が日課のランニングをしていたという。そして夏夜は真夢に自身がもらった手紙から自身の秘密を打ち明ける。そして真夢にも思っていることを打ち明けるように促し、真夢もそれに応えI-1clubに参加した過去を少しずつ語り始める。夏夜と真夢がいないことに気づいた他のメンバー5人は、そっと二人が語っている話をそばだてて聞いており、話を聴いた佳乃とそれを受けて真夢ともに謝罪し和解した。それを見て感極まった菜々美は光塚歌劇団の応募用紙を破り捨て、もう1年Wake Up,Girls!の活動に専念することを宣言した。破り捨てた紙を拾っているうちに海に飛び込んでなし崩しでメンバー同士全員による水遊びとなっていまい本当に打ち解け合った姿となった。

#### アイドルの祭典へ
いよいよアイドルの祭典の東北予選が近づき、練習に力が入る中「WUGらしさ」とは何かと改めて考える機会が増えるなか、他の東北予選に参加するアイドルグループ「男鹿なまはげーず」から挑発と偵察を受ける。真夢は仲違いしている真夢の母親へ改めて向き合い、アイドルの祭典の東北予選に来て欲しいと説得したが、母親の気持ちは固く突き放された。アイドルの祭典の東北予選が開催され他のアイドルグループのステージが流れる中、Wake Up,Girls!もステージに上がり「極上スマイル」を披露する中、真夢や客席にいる松田と丹下は真夢の母親が客席にいるのを見つける。ステージの真夢を見て涙を流す真夢の母親と、母親が来てくれたことに嬉し涙を流しながらステージ上で踊る真夢が交差する中、大歓声のうちにステージは終わる。審査の結果、Wake Up,Girls!は東北予選を勝ち抜いた。翌日事務所に呼びだされた真夢は、真夢の母親が前日事務所に訪れ真夢の専属契約書にサインをしてくれたことを丹下から告げられる。その直後、テレビで流れていた番組により、東北予選で歌った「極上スマイル」がI-1clubにも提供されていたことが発覚する。
戸惑う丹下と松田、Wake Up, Girls!のメンバーたちをよそに、早坂が事務所に現れる。当然、怒りを露わにする丹下と夏夜だが、早坂は代わりに新曲かつ難曲の「7 Girls War」を提供すると言い出し、その曲のセンターに佳乃を指名した。難しさにめげず練習に明け暮れ疲労が貯まるなか、メンバーたちは着実に実力を付け本番前の最後のレッスンで早坂から何とか合格点をもらったが、早坂は本当は点数どうこうではなく観客を楽しませることがアイドルであることを述べる。アイドルの祭典の前々日家族から応援を受けたり覚悟を決めるメンバー、そして翌日新幹線に乗車し東京へ向かう。前日のリハーサルで衣装を着て位置などを確認するWake Up,Girls!だったが、佳乃は前日からあったプレッシャーもあり、不注意で床のコードにつまづき転んでしまう。リハーサル後には、アイドルの祭典のホストでもあるI-1clubのリハーサルが行われるため愛や志保と再開する。志保は真夢に全力で来てと再度告げ、真夢もそれに肯定して答えた。その後Wake Up,Girls!はI-1clubの「極上スマイル」を歌い踊る姿を控室からトップアイドルのクオリティの高さに食い入るようにモニターを見つめる。再度リハーサルを行うWake Up,Girls!だが、佳乃は足に違和感を感じ、一人トイレの個室で足を確認したところ、足首がひどく腫れあがっていた。
パニックになった佳乃は、それでも他のメンバーに表向き取り繕うとするが、位置取りや円陣を忘れたり歌やダンスの遅れが目立つなど明らかに様子がおかしく、他のメンバーに心配された佳乃は控室で足首の様子をグリーンリーヴス全員に見せる。泣いて謝る佳乃はステージに上がること辞退したいと言い出す。しかし真夢は、佳乃がいなくても踊れるかもしれないけれども、7人いてこそWake Up,Girls!なので棄権したい、何より自分が納得できないからという。それを真夢や佳乃以外のメンバーも賛同し棄権が決まりかけるが、リハーサルで異常に気づいた志保が控室の様子を聴いており、I-1clubの治療担当者を派遣して佳乃にテーピングを施してくれた。本戦の棄権という事態こそ免れたがそれでも激しい踊りのリスクがあるため、フォーメーション他一部構成を変え再度練習することになった。
白木のアイドル、エンターテイメント観を込めた開催宣言を皮切りにアイドルの祭典の本戦が始まる。いよいよWake Up,Girls!の出番となったが、会場はWake Up,Girls!のファンは少なく、真夢は会場の雰囲気に飲まれそうになるが、それを察した佳乃は明るく挨拶する。そして「7 Girls War」を歌い踊り始めるなか、Wake Up,Girls!のカラーである緑のライトが客席から徐々に増えていき、会場内にコールが響き始める。佳乃は当初飛ぶ予定を変更した箇所で飛ぶ事を真夢に告げジャンプした。着地で足に激痛が走り夏夜と実波になんとかフォローされた佳乃だがその後は立て直し踊り続ける。会場の雰囲気はもはやWake Up,Girls!一色で大いに盛り上がり、ステージ終了後もWUGコールが鳴り止まないほどでその後ホストとして踊るI-1clubのメンバーたちを大いに警戒させるほどであった。ステージ終了後、安堵して泣き始めるメンバー全員。アイドルの祭典の優勝はあかみそオールスターズに決まったが、白木は勝ったのはあいつらだと早坂に告げた。後日事務所に集まる丹下、松田とWake Up,Girls!の7人。その中、東京のレコード会社「bvex」から電話がかかってくる。電話の内容は、Wake Up,Girls!のメジャーデビューの話だった。

### 青春の影
電話を受けた数日後、Wake Up,Girls!のメンバーと丹下と松田は東京のbvex本社の会議室を訪れていた。そこにはbvexのA&Rを担当しているカルロス鴨田がおり、アイドルの祭典のWake Up,Girls!の姿を見て気に入ったと話す。その場で契約の意思をグリーンリーヴス側に伝えるとともに、グリーンリーヴス側とともにカルロス側も自己紹介をしあった。晴れてbvex所属となったメンバー達は専門のダンスレッスンで各クラスに振り分けられることになったが、真夢がトップのSクラスの一方で藍里はジュニアしかいないCクラスに振り分けられるなど、メンバー間のレベルの差を思い知らされることになった。他のメンバーもそれぞれ思いを抱いていたが、藍里も含め全員レベルアップを誓いあった。
その頃、I-1clubは数回連続で続いていた100万枚の売上達成記録が最新曲でついに途切れてしまい、動揺が広がっていった。社員に檄を飛ばす白木だったが、白木自身も後ろ盾から釘を刺され世代交代を促されていた。そして新曲を2つのチームに分け、それぞれ志保と鈴木萌歌をセンターに据え売上対決をし、勝った方をI-1clubのセンターに据えるという施策を打つことになる。
Wake Up,Girls!はしばらくしてメジャーデビュー曲「7 Girls War」を正式に発売することが決まり、レコーディングの収録やプロモーションビデオ撮影、発売イベントなど目まぐるしく活動するが、早坂はその東京での活動を快く思っておらず、レコーディングに立ち会ったものの今のWake Up,Girls!の現況に対する感想をつぶやく以外は何も話さずその場を後にした。いよいよ発売を迎えCDセールスの成績は上々ですぐにメジャーデビュー2ndシングルの発売が決定し、キー局のレギュラー番組も決定する。
一方、番組が決まったことで東京と仙台と往復することが増え不都合も増えていった。なんとか仙台と東京との仕事を両立することを試みるも、世話になっていた仙台の番組プロデューサーからのアドバイスもあり、Wake Up,Girls!は拠点を仙台から東京に移し、仙台で携わっていた番組から降板することになる。
カルロスは1stシングルの好調さから、調子よく次のシングル案を持ち早坂に制作を依頼するがにべもなく断られる。代わりにカルロスがWake Up,Girls!に提示した曲は「素顔でKISS ME」という今までの路線と違う曲であり、加えて衣装も時代が合わないようなシロモノであった。違和感を感じながらも活動するWake Up,Girls!だったが、案の定2ndシングルの売上は低迷し、bvexの大規模音楽イベントでは、Wake Up,Girls!の出番がもはや観客の休憩時間となっているほどであった。そして目標未達のため活動予算が削られることになってしまう。そこで原点に立ち返り手売りを敢行するWake Up,Girls!たち、一方松田は一縷の望みを賭けて早坂になぜ曲を作らなかったのか問いかけた。その言葉を受けてテレビを見ると、本意でない言動を強いられながらテレビ番組に出演するWake Up,Girls!たちの姿に、早坂は苦虫を噛み潰した表情となった。ある日の公園で2人の観客から無人となったところでもWake Up,Girls!の7人は相変わらずゲリラライブをしていたが、そこに早坂が現れる。早坂から新曲「少女交響曲」の提供と引き換えにレギュレーションが変更された今年の「アイドルの祭典」に参加することを提案され、それを受けたメンバーたちの士気は一挙に上がり夜の公園で早速「少女交響曲」の練習をするのだった。

### Beyond the Bottom
その後、原点に立ち返り東京から仙台に戻り活動を再開するWake Up,Girls!。bvexからはアイドルの祭典のために「少女交響曲」を温存すること以外にも活動の自由度を広げることを認めてもらい、Wake Up,Girls!はレギュレーションが変更されたアイドルの祭典対策として知名度向上を図るため、ワゴン車で全国をキャラバンしながらライブツアーを敢行することになる。ライブツアーの最初の舞台は、前年のアイドルの祭典の東北大会で争ったなまはげーずの本拠地秋田での合同ライブだった。実力をメキメキ上げるなまはげーずに危機感を覚えるWake Up,Girls!たちだったが、全国めぐりは夏休み中続き、徐々に知名度が上がっていく。
そして、東北予選を勝ち上がったが、本戦で使用する楽曲がもう一曲必要になった。早坂に依頼したものの、早坂には早坂の力ではなくWUG独自の力で勝ち上がることを示唆され拒否される。丹下はタチアガレ!や16歳のアガペーを作曲した顔なじみのTwinkleに依頼するものの、Twinkleが多忙なため断られてしまう。手詰まりになったが、かつて事務所に所属しており、丹下のアイドル時代からの独立後も二人で活動していた盟友の佐藤勝子に依頼し引き受けてもらい新曲「Beyond the Bottom」が完成した。
一方菜々美は、アイドルの祭典と、幼い頃からの夢だった光塚歌劇団の入団試験の日が被っていることに思い悩んでいた。光塚は年齢的にほぼラストチャンスであるもののWUGも勢いがあり、親からも決断を諭すことばがありどっちを選ぶか選ばないかに人知れず悩んでいたが藍里と話すことによっていメンバーと事務所の二人に打ち明ける。衝撃を受けたメンバーと社長と松田であったが、菜々美の意思を尊重して光塚の入団試験へ送り出すことになった。
一方I-1clubのシングル売上対決によるセンター争いは僅差ながら萌歌が率いる「Team M」の勝利となった、その結果を粛々と受け取る志保であったが、対決の結果を志保に伝えた白木は福岡で新ユニットを立ち上げるのでそちらのユニットに移籍してほしいと提案される。志保はこれを受け入れ、同期だった恵や麻衣、そして志保のアンダーを務めていた里佳と別れを告げI-1clubを去った。福岡に移った志保はI-1club内のI-3に位置しており志保と同じく移籍してきていた水田綾、森名能亜、藤崎日向子と一からアイドルの祭典を目指していくことになった。
アイドルの祭典前日、空港で一人ベンチで泣きながら佇む菜々美、そして東京のI-1アリーナ前に到着したWUGと丹下松田一行は、I-1アリーナ近くの交差点で菜々美がいることに気づく。アイドルの祭典を選んだ菜々美をWUGメンバーたちは受け入れ本番までに猛烈な練習に打ち込むことになる。
そして本番当日、I-1クラブ、ネクストストーム、Wake Up,Girls!の三者は楽屋で一同に会し、健闘を称え合う。そして白木の挨拶後にネクストストームの「レザレクション」、I-1クラブの「止まらない未来」、Wake Up,Girls!の「Beyond the Bottom」とそれぞれ披露していく…。

### 新章
「アイドルの祭典」で優勝し、全国的に認知度が高まったWUGだが、日本中にアイドルひしめき合う時代、いまだグリーン・リ－ブスエンタテインメントは小規模芸能プロに留まり、WUGもまた東北を中心とした「ご当地アイドル」の域を出るまでには至っていない。
そういう事情には特に関係の無い、仙台の同じ中学に通う三人の女子たち・速志歩、守島音芽、阿津木いつかの仲良し3人はアイドルに興味を抱いていた。

## 登場人物

### Wake Up, Girls!
「ウェイク アップ ガールズ」。略称「WUG（ワグ）」。キャラクターの苗字はそれぞれ『七人の侍』の登場人物に由来しているが、性格や外見面での共通点はない。下の名前は、担当声優と同じ読みで異なる漢字が当てはめられた。誕生日も同一となっている。また、各キャラクターにイメージカラーとイメージアニマルが設定されているが、アニメ本編では特に活かされていない（後者は、ショートアニメ「Wake Up, Girls! ZOO」に発展した）。劇中において、グループ名命名者の丹下は（特に略称は）Wham!から名前を採ったとしているが、後に同名のラブホテルがあったことメンバーは愕然としている。（ラブホテルのエピソードは、のちに上演された舞台版ではカットされている）
結成当初は真夢を除く6人で活動していたが、ファーストライブ直前に真夢が合流する。
各メンバーの基本データについては以下の通り。
- イメージアニマルの欄でソートすると元の順序に戻る。

| 名前/読み                 | 担当声優 | 学年(年齢)                | 血液型 | 身長           | 体重         | スリーサイズ | スリーサイズ | スリーサイズ | 生年月日      | イメージカラー | イメージアニマル |
| ------------------------- | -------- | ------------------------- | ------ | -------------- | ------------ | ------------ | ------------ | ------------ | ------------- | -------------- | ---------------- |
| しまだ まゆ 島田 真夢     | 吉岡茉祐 | 高1(15) ↓ 高2(17) ↓ (19)  | O型    | 159cm          | 46kg ↓ 45 kg | 75           | -57          | -83          | 1997年11月7日 | 赤             | ライオン         |
| はやしだ あいり 林田 藍里 | 永野愛理 | 高1(15) ↓ 高2(16) ↓ (19)  | O型    | 155cm          | 45kg         | 77           | -58          | -85          | 1998年1月19日 | 藍色           | サメ             |
| かたやま みなみ 片山 実波 | 田中美海 | 中3(14) ↓ 高1(15) ↓ (18)  | A型    | 150cm ↓ 151 cm | 40kg         | 72           | -57          | -84          | 1999年1月22日 | 黄色           | トラ             |
| ななせ よしの 七瀬 佳乃   | 青山吉能 | 高1(16) ↓ 高2(17) ↓ (19)  | A型    | 159cm          | 44kg         | 70           | -58          | -82          | 1997年5月15日 | 青             | シロクマ         |
| ひさみ ななみ 久海 菜々美 | 山下七海 | 中2(13) ↓ 中3(15) ↓ (17)  | A型    | 148cm ↓ 149 cm | 39kg         | 74 ↓ 72      | -50          | -79          | 1999年7月19日 | 紫             | オオカミ         |
| きくま かや 菊間 夏夜     | 奥野香耶 | 高3(18) ↓ 高卒(19) ↓ (22) | A型    | 164cm          | 50kg         | 85 ↓ 86      | -59          | -83          | 1995年3月1日  | 緑             | ワニ             |
| おかもと みゆ 岡本 未夕   | 高木美佑 | 高3(17) ↓ 高卒(19) ↓ (21) | O型    | 162cm ↓ 163 cm | 48kg         | 80 ↓ 82      | -60          | -86          | 1995年9月8日  | オレンジ色     | ワシ             |

島田真夢（しまだ まゆ）
声 - 吉岡茉祐
本作の主人公。愛称はまゆしぃ。出身地は東京都杉並区、趣味は歌、好きなものはひよこ、嫌いなものはうそ。
I-1clubに所属していたことがある元アイドルで高校1年生。元アイドルだけであって歌やダンスはメンバー内で一番優れている。I-1clubは1期生として12歳で加入し初代センターになり、I-1clubをブレイクさせたものの、週刊誌に交際が報道され脱退する。過去の経緯もあり当初はWUGに入ることを拒んでいたが、松田の説得とWUGの活動を見て参加を決める。ただしWUG加入後もI-1clubの出来事は真夢に暗い影を落としている。
頑固な性格で長らくWake Up, Girls!のメンバーにも過去のことは話さなかったが、合宿で夏夜が過去を明かしたことにより真夢も過去を明かし、それを聞いていた他のメンバーともわだかまりがなくなり和解した。
もともとは東京出身だが、I-1club脱退後は仙台にある母親の実家に母親と一緒に身を寄せている。母親とは不仲でアイドル活動を再開したことも快く思われていなかったが、後に和解している。家族は母親と祖父と祖母に3人で父親は真夢がI-1clubを脱退した前後に離婚したことにより離れている。
林田藍里（はやしだ あいり）
声 - 永野愛理
愛称はあいちゃん。出身地は宮城県仙台市、趣味は料理、好きなものは洋菓子・ケーキ、嫌いなものはゴキブリ。実家は和菓子屋。家族は父親、母親と弟の3人。
真夢の学校のクラスメイトで真夢とは親友。タウン誌の募集広告を見てオーディションに応募し、合格した。「アイドルを再びやろう」と松田に請われる以前から真夢に勧めていた。
ダンスや歌に目立った才能と技量はないが、グループ内一番の努力家。マイクの扱い方などアイドル活動の基本を真夢から教わっていた。Wake Up, Girls!に関してもファン視点から抜け切れておらず、プロとしての自覚が薄いことを早坂プロデューサーから指摘される。
イメージカラーは名前の通り藍色でイメージアニマルはサメ。
片山実波（かたやま みなみ）
声 - 田中美海
愛称はみにゃみ。出身地は宮城県石巻市、趣味は民謡、好きなものはやきいも・おいしいもの・パンケーキ、嫌いなものは運動。家族は父親・母親と兄と妹がいる。大食漢で、仙台テレビの企画で選ばれたグルメレポーターとして成功している。
民謡好きで歌唱力があり、東北のど自慢大会で優勝したことがある（そこに居合わせた丹下にスカウトされメンバー入りしているが、丹下は仮設住宅で歌っていた頃から実波を追っていたようである）。メンバーの中では妹的存在でムードメーカー。
七瀬佳乃（ななせ よしの）
声 - 青山吉能
WUGのリーダー。愛称はよっぴー。出身地は青森県青森市で佳乃の芸能活動により、宮城県仙台市に移住して現在の住所である。家族は父親、母親そして妹の3人。趣味はスキー、好きなものはぬいぐるみ、嫌いなものはズルイ人。
モデルやCM出演の経験があるローカルタレント。上京志向があるものの、その足掛かりにするためのオーディションで優勝できなかったことを丹下に指摘され、今まで所属していた事務所を辞め、グリーンリーヴスに所属してグループ入りすることを決める。
芸歴の長さもあり、社長の命によりWUGのリーダーを務める。I-1clubのリーダーの近藤麻衣のインタビューを参考にしたり、リーダーであろうというするために努力するが、自分にリーダーが務まるかたびたび自問自答し、ストレスを貯めこむ面もある。また東京で成功していた真夢に対して嫉妬に似たものを持っている他、過去を明かしたがらない真夢への不満と対抗意識を持っていたが、後に和解して2人で一緒に帰宅するほか泊まる部屋が同室になるなど仲良くなっている。
髪型は当初ロングヘアだったが、続・劇場版ではショートカットに変わった。新章では「続・劇場版」より少し伸びた。
久海菜々美（ひさみ ななみ）
声 - 山下七海
メンバー最年少。愛称はななみん。出身地は山形県山形市、趣味はピアノ、好きなものは光塚歌劇団、嫌いなものは納豆。
光塚歌劇団を志しているだけあってエリート思考な面を持ちピアノ・ダンス・歌についてグループ最年少ながら完成されている。しかし我が強く他のメンバーともよく衝突する。WUGに関しては光塚歌劇団入団のための通過点と思っている。
技術はあっても、基礎体力は歳相応で劇場版では寒さに震えていたり、基礎体力訓練においてもついていけていない面がある。一人でいる場面では光塚歌劇団の映像を良く視聴している。一時は光塚歌劇団の入学準備のため、Wake Up, Girls!を辞めるつもりで松田だけに伝えたが、他のメンバーに影響され1年先送りすることに決め撤回した。
しかし続劇場版「Beyond the Bottom」においては父親からの言葉に揺れ、小さい頃からの夢だった「光塚歌劇団」のためにアイドルの祭典と同日にある光塚歌劇団の試験日を優先しWake Up,Girls!を抜けた。しかしWake Up,Grils!も大事になっていた自身の気持ちを泣きながら再確認し、アイドルの祭典の会場である「I-1アリーナ」にいるWake Up,Girls!のメンバーの前に姿を表し復帰し決勝に参加した。
家族は父親と母親がおり、父親は劇場版「Beyond the Bottom」から登場、母親は劇場版のコミカライズのみ登場している。
菊間夏夜（きくま かや）
声 - 奥野香耶
WUGのサブリーダーであり、メンバー最年長。愛称はかやたん。出身地は宮城県気仙沼市で仙台市在住、趣味はジョギング、好きなものはお笑い、嫌いなものは海。
メンバーのお色気・ファッション担当。お色気担当だけあってグループ内で一番巨乳。多少スレているが情に厚い面をもつ。今は高校に通いつつアルバイトをしている。松田がアルバイト先で声を掛けたこととタウン誌の募集広告を見たことがきっかけでオーディションに参加しWUGに入っている。
両親とは幼少の頃に死別しており、親戚が養父母となりその民宿に住んでいたが、震災を期に仙台に引っ越し高校も転校していた。幼なじみの男性（声 - 鶏冠井美智子）もその震災で亡くしているという設定で、本シリーズにおける震災要素をほぼ一人で担当する。
岡本未夕（おかもと みゆ）
声 - 高木美佑
愛称はみゅーちゃん。出身地は宮城県仙台市、趣味はカラオケ、好きなものはアイドル・からあげ、嫌いなものは活字の本。家族は父親のみ。
ミーハーでアイドルオタク。誰に対しても「です・ます」口調で話す。松田にスカウトされオーディションに参加した。
WUG加入前はメイド喫茶でアルバイトをしており、大勢の常連客がつく人気スタッフだった。店内限定とはいえ幾度もステージをこなしてきたプロであり、観客を楽しませるポーズやトークの研究に余念がない。
精神的には打たれ弱くヘタレな面があり、アイドルとしての先行きに不安を感じている。

### I-1club（あいわんくらぶ）
アイドルグループ。2010年1月に第一期生20人から開始し、2011年1月に二期生が加入し50人、2012年1月に三期生オーディションを開催して総勢150人、2013年1月に四期生オーディションを開催し200人規模となり2013年8月に五期生オーディションで250人規模となっている。総勢200人以上の巨大なアイドルグループの中には、第1軍のI-1と第2軍のI-2と第3軍のI-3があり、随時入れ替わりがあったり、毎月メンバーが加入される一方、ゼネラルマネージャー兼運営会社社長の白木から解雇通告されるメンバーも出るなど、競争が非常に激しい。またI-1のメンバーが不慮のアクシデントに遭った際は下位メンバーがヘルプに入ることもある。年齢層は中学生から20代までと幅広い。モットーは「休まない、愚痴らない、考えない、いつも感謝」でI-1club全体で復唱させるなど、軍隊さながらの体制となっている。ピンで雑誌の表紙を飾るなどソロ活動が多いメンバーもいる。また規模としてはテレビアニメ版では地方に劇場を構えるほど。劇場版第2作の前編「青春の影」では、シングルCDの連続ミリオンが途切れて人気の陰りが見えたため、センター争いというテコ入れを行った。
| 名前/読み    | 担当声優   | 年齢 | 血液型 | 身長  | 体重 | 生年月日       |
| ------------ | ---------- | ---- | ------ | ----- | ---- | -------------- |
| 岩崎志保     | 大坪由佳   | 17   | O型    | 163cm | 45kg | 1996年6月11日  |
| 近藤麻衣     | 加藤英美里 | 20   | B型    | 168cm | 48kg | 1992年11月26日 |
| 吉川愛       | 津田美波   | 16   | A型    | 155cm | 40kg | 1997年6月8日   |
| 相沢菜野花   | 福原香織   | 19   | AB型   | 160cm | 42kg | 1993年8月11日  |
| 鈴木萌歌     | 山本希望   | 13   | O型    | 146cm | 35kg | 1999年月日     |
| 鈴木玲奈     | 明坂聡美   | 20   | O型    | 162cm | 44kg | 1993年1月2日   |
| 小早川ティナ | 安野希世乃 | 18   | O型    | 165cm | 49kg | 1995年7月9日   |

岩崎志保（いわさき しほ）
声 - 大坪由佳
17歳の高校2年生。1996年6月11日生まれの双子座。血液型はO型。身長163cm、体重45kg、B82/W55/H81。出身地は栃木県、趣味はDVD鑑賞、好きなものは晴れの日、嫌いなものは幽霊。愛称はしほっち。
I-1clubの一期生でI-1チームのフロントメンバーかつ二代目センターを務めるI-1club中興の祖。アイドルに全てを賭ける情熱を持ちつつ現実主義者でもある。真夢と争った過去があり、I-1clubをやめた後Wake Up, Girls!に所属した真夢への対抗意識をむき出しにしている。
劇場版第2作の前編「青春の影」ではシングルのミリオン割れに責任を感じており、CDの売上による萌歌とのセンター争いを勝ち取るために練習に全力を捧げる様子が見える。劇場版第2作の後編「Beyond the Bottom」ではCDの売り上げ対決で敗れ、白木に福岡へ渡って新たに立ち上げる「ネクストストーム」に移籍を要望され、これを受け入れる。その際にアンダーを務めていた里佳に自分が彼女のチャンスを奪ったことに謝罪した。
「-してしほしほ☆」がキャッチフレーズ。
近藤麻衣（こんどう まい）
声 - 加藤英美里
20歳。1992年11月26日生まれの射手座。血液型はB型。身長168cm、体重48kg、B85/W58/H88。出身地は福岡県、趣味は読書、好きなものは根性、嫌いなものは弱音。愛称はまいまい。
I-1clubの一期生。I-1チームのフロントメンバーかつ全体の200人を束ねるキャプテンを務めており、決められた戒律を重視して監督する立場にあり、厳しく取り締まっている。
吉川愛（よしかわ めぐみ）
声 - 津田美波
16歳の高校1年生。1997年6月8日生まれの双子座。血液型はA型。身長155cm、体重40kg、B74/W56/H80。出身地は東京都、趣味はショッピング、好きなものは猫、嫌いなものはアボカド。愛称はよしめぐ。
I-1clubの一期生。おっとりしているためか真夢がいた時期はI-1チームとI-2チームを行き来を繰り返していたが、現在はI-1チームのフロントメンバーに入るほどの実力を持っており努力も欠かさない。真夢とは親友的存在で、真夢がI-1clubに所属していた際は真夢と同じ学校にかよっていた。真夢のI-1club脱退後も連絡をとり続けている。
相沢菜野花（あいざわ なのか）
声 - 福原香織
19歳の大学2年生。1993年8月11日生まれの獅子座。血液型はAB型。身長160cm、体重42kg、B80/W58/H84。出身地は熊本県、趣味は寝ること、好きなものは健康、嫌いなものは尖ったもの。愛称はナノカス。
I-1clubの二期生でI-1チームフロントメンバー。麻衣、愛や志保と一緒にいることが多く真夢とも面識がある。突拍子のない発言や行動をたまにとる不思議ちゃんでへっぽこ番長と呼ばれることも。実は虎視眈々とセンターの位置を狙っている。情報通の面が強く、内部情報などやウワサを志保、麻衣、愛との休憩時によく話題に上げる。メガネっ娘。
鈴木萌歌（すずき もか）
声 - 山本希望
13歳の中学2年生。1999年8月9日生まれの獅子座。血液型はO型。身長146cm、体重35kg、B69/W55/H75。出身地は東京都、趣味と好きなものはアニメ・ゲーム、嫌いなものはトマト。愛称はもか。
I-1clubの四期生で最年少の中学2年の13歳だが、加入してまもなくI-1チームのフロントメンバーに早々に入り次期センターを奪えるというほどの逸材。劇場版第2作の前編「青春の影」では白木やその後ろ盾から新センターへの期待が生まれており、ミリオン割れと絡めて、志保とセンターを掛けてのCD売上対決が図られることになった。
志保に勝ちセンターになったはいいものの、抱え込みI-1club全体を振るい立たせるために以前の天真爛漫な年相応な雰囲気は消え失せこわばっており、ティナと玲奈に心配されている。玲奈と合わせてW鈴木と呼ばれている。
鈴木玲奈（すずき れな）
声 - 明坂聡美
20歳。1993年1月2日生まれの山羊座。血液型はO型。身長162cm、体重44kg、B78/W52/H85。出身地は愛知県、趣味は詩を書くこと、好きなものはお風呂、嫌いなものは乗り物で特に飛行機が苦手。愛称はれんれん。
I-1clubの二期生で萌歌と同じくW鈴木の一人。グループ内でトップクラスの歌唱力を持つがそれは努力を重ねた苦労の賜物らしい。
小早川ティナ（こばやかわ ティナ）
声 - 安野希世乃
18歳の高校3年生。1995年7月9日生まれの蟹座。血液型はO型。身長165cm、体重49kg、B88/W60/H86。出身地は埼玉県、趣味はスキューバダイビング、好きなものは夏、嫌いなものは冬。愛称はてぃーな。
I-1clubの三期生かつI-1チームのフロントメンバーかつでイギリス人と日本人のハーフ。肉感的なスタイルからグループ内のお色気担当。
白木徹（しらき とおる）
声 - 宮本充
I-1clubのゼネラルマネージャーであり、プロデューサーかつ運営会社の社長。I-1clubを国民的アイドルまで持ち上げた敏腕プロデューサー。「人間である前にアイドルである」という強い信念を持ち、自ら定めたルールや指示に従えないメンバーは例え人気があろうと容赦なく解雇している。
過去にアイドルグループ「セイント40」を立ち上げ、ゴールドディスクのリリーフを持つほど一時活躍したが、その後グループは自然消滅している。
社長ではあるが、後ろ盾がおり、白木も社長の座を任されている立場でもある。「セイント40」のメンバーであった丹下も大人の会話を交えつつ後悔や配慮を見せ冷血ではない様子を見せる。
黒川芹香（くろかわ せりか）
声 - 秋奈
第9話に登場。I-1clubの第1期生で真夢の親友。I-1club時代は真夢に次ぐ実力を持ち、真夢、志保とともにセンターを務めていたことがあった。真夢と愛とはプライベートでも仲が良かったが、恋愛禁止のルールに背いたためI-1clubを不本意ながら強制脱退させられ、後の真夢のI-1club脱退の遠因となった。脱退後の動向は不明。
高科里佳（たかしな りか）
声 - 上田麗奈
漫画「リトルチャレンジャー Wake Up, Girls! -side I-1 club- 」の主人公。I-1clubの第5期生で、体型が志保に似ていたことから、多忙な彼女に代わりアンダーとなる。性格は基本的にミーハーでポジティブシンキングである。劇場版第2作の後編「Beyond the Bottom」においてアニメでも登場する。志保がネクストストームに移籍した後もフロントメンバーに入っている。
1998年1月17日生まれの17歳（Beyond the Bottom時点）で血液型はA型。身長163cm、体重44kg。

#### ネクストストーム
I-1clubから分派した、福岡を拠点とするアイドルユニット。発足と共に志保も移籍する。以下のメンバーは劇場版第2作の後編「Beyond the Bottom」から登場。
水田綾（みずた あや）
声 - 安済知佳
I-3から移籍、森名、藤崎と同じく志保に憧れていた。能亜と日向子を引っ張っていこうと頑張っている。口調はお嬢様っぽさがあり黒髪のセミロング姿でおでこを開けていることが特徴。
2001年12月22日生まれでBeyond the Bottom時点では13歳、血液型はA型。身長154cm、体重42kg。
森名能亜（もりな のあ）
声 - 高野麻里佳
水田と同じくI-3から移籍、水田、藤崎と同じく志保に憧れていた。。タレ目の目元が特徴でその顔の特徴通りおっとりしてマイペースなのが特徴。おかしを食べすぎてしまうのが悩みの種らしい。
2002年2月22日生まれの13歳で血液型はA型。髪は栗色でセミロング。身長150cm、体重43kg。
藤崎日向子（ふじさき ひなこ）
声 - 甘束まお
水田、森名と同じく志保にあこがれていた。髪型はツインテールで見た目から積極的で活発なタイプであるが反面、学校の勉強では数学が苦手。
2001年12月3日生まれの13歳でA型。身長150cm、体重39kg。

### グリーンリーヴス・エンタテインメント
松田耕平（まつだ こうへい）
声 - 浅沼晋太郎
事務所のマネージャー。居酒屋で社長にスカウトされた駆け出しで、作中ではマネージャー歴1年3ヶ月である。宮城県加美町出身。社長の指示により、あてもなく街中でスカウトを行うことになる。芸東京の三流大学に進学しアーティストを目指していたが、挫折して地元・仙台に帰郷している。
仕事の面に際しては契約書に目を通さないなど抜けており、丹下やWUG!のメンバーに揶揄されている面もあるが、次第に業務をそつなくこなすなどの成長が見られる。早坂の厳格な手法を多少不満に思っている。
丹下順子（たんげ じゅんこ）
声 - 日髙のり子
事務所の社長でWaKe Up, Girls!のプロデューサー。熊本県出身。血液型はAB型。ヘビースモーカーで禁煙の場所でも平気で吸っている。東京・大阪で事務所を経営した後、仙台の地に流れ着いた。
後の人気デュオTwinkleの世話をしていたことがある。仙台においてもタレントを何人か育成していたが、退社や廃業によって所属タレントがゼロの状態に陥る。その際、たまたまテレビに映っていた「I-1club」を見て、半ば思いつきで社運を賭けたアイドルグループの立ち上げを決める。部下の松田にムチャぶりでタレント探しを命じ、しょっちゅう罵詈雑言を浴びせるが、外面は非常によい。紆余曲折を経てWUG!結成に漕ぎつけるが、デビュー直前に「愛するダーリンが緊急事態のため」として事務所の運転資金を持ち出して失踪する が、悪びれもせずに社長業に復帰する。その後、劇場版「Beyond the Bottom」において、かつて所属していたタレントのサファイア麗子こと佐藤勝子の病気の費用と面倒を看るためという理由が明かされた（劇場版「青春の影」でも、東京の病院で勝子を見舞っている描写がある）
真夢との初対面シーンで「大きくなったわね」と声をかけており、昔の真夢を知っているらしいことが示唆されたが、この伏線は最後まで回収されなかった。
「I-1club」とI-1club社長の白木の過去を知っており、早坂が事務所を訪れた際に「I-1club」に断りを入れたか気にするなど「I-1club」とは極力対立を回避する姿勢が見られる。「青春の影」で、丹下は30年前に白木がプロデュースした「セイント40」の元メンバーであり旧知の仲だったことが明かされる。東京へ進出する際に白木へ挨拶した際、忠告とセイント40時代の写真を受け取った。佐藤勝子とは「セイント40」のメンバー同士で、セイント40が辞めた後もタッグを組んでいた。
早坂相（はやさか たすく）
声 - 鈴村健一
世界で活躍している音楽プロデューサーでI-1clubのプロデューサーとしてスターダムに押し上げた立役者の1人。（ただし真夢が在籍していた時期とは重ならないともされている）。WUGに対し無償でレッスン、楽曲の提供、大型イベントへの斡旋などを行う。
仙台のライブハウスでライブを見たことがきっかけで興味を持ち、丹下に「Wake Up, Girls!に関する全権をしばらく自分に預けるかわりに、自らノーギャラでプロデュースする」という破格の条件を持ちかける。丹下と契約書を交わす際、金銭には大した興味はなく、原石のアーティストを磨きあげるなどの仕事に情熱が持てるかが生き甲斐だったため、既にスターダムに上がったI-1clubへのプロデュースの興味は失ったと語っている。その後、毎週1回来仙しWUG!に体力向上や基礎訓練などのレッスンを行う他、月に2回、1日3回公演のライブ公演を命じる。後に能力と覇気が劣る藍里に解雇通告を行い、他のメンバーにも、藍里を守るために全員解雇か、藍里を切るかの選択を迫るも、藍里の説得とメンバーに課した他の条件を守らせたことで脱退宣告などを撤回する。
その後「アイドルの祭典2014」の出場を決めWUG!に宣告し、その出場のため作詞作曲した「極上スマイル」や決勝用に「7Girls War」を提供している。
劇場版「青春の影」では、東京への進出が決まると浮かれているWUG!を心よく思っておらず、メジャーデビューのレコーディングにもディレクションせず、2ndシングルの参加を断った。しかし松田によりWUG!の現状を知り、テレビの様子やbvexの担当者の振る舞いを見て心変わりし、WUG!にアイドルの祭典に再度参加することを提案し、その条件に新曲「少女交響曲」を提供した。ただしアイドルの祭典の決勝での曲提供は、自分（早坂）に頼らないWUG!の本当の実力を見たいという理由から断った。
佐藤勝子（さとう かつこ）
声 - 佐久間レイ
グリーンリーヴスに所属していた歌手。芸名はサファイヤ麗子。「Beyond the Bottom」のみに登場するが、「七人のアイドル」には、サファイヤ麗子時代の宣材写真が登場している。TVシリーズで、丹下が会社の金を持ち逃げしたのは、彼女を助けるためだったという理由が映画で明かされる。
丹下とはアイドルグループ「セイント40」のメンバーとして以来の仲であり、セイント40の歌を作詞・作曲をゴーストライティングしゴールデンディスク大賞を受賞した過去を持つ。丹下にアイドルの祭典の新曲を依頼され渋っていたが、ダンスの自主練習をしていたWUG!を見て考えをあらため、新曲「Beyond the Bottom」を提供する。アイドルの祭典の決勝の時には丹下からまた事務所に入らないかというオファーを受けた。

### Twinkle
「トゥインクル」。二人組の女性デュオグループで自ら作曲作詞も行っている。丹下社長とはデビュー当時の縁があったため、WUGのデビュー曲の作詞・作曲の提供者になっている。その後時々事務所を訪れ、Wake Up, Girls!に「Wake Up, Girls!」らしさや「喧嘩できているか」などの抽象的なアドバイスをたびたび行っている。なおWake Up,Girls!への提供曲は「タチアガレ」と「16歳のアガペー」。劇中では途中まで名前が特定されず、エンドクレジットでのみ役名が紹介されていたため役名と顔の関係がつかみにくいが、ツインテールにしているのがカリーナ、ショートカットにしているのがアンナである。
劇場版「Beyond the Bottom」においても登場し、丹下がアイドルの祭典の決勝に使用する新曲へのオファーを受けるも自身のツアーの多忙さに断る。その後、Run Girls, Run！にデビュー曲を提供する。名前はフランスの女優アンナ・カリーナのもじり。
カリーナ
声 - 戸松遥
アンナ
声 - 花澤香菜

### Run Girls, Run!
「ラン ガールズ ラン」。略称は「RGR」「ランガ」。『新章』より登場の速志歩・守島音芽・阿津木いつかの3人からなるユニット。登場キャラクターと担当声優の苗字読み 及び誕生日が同じ 。ユニット名は12話でレッスン終了後に体力づくりの為ランニングで帰宅する3人をヒントに「あえて「Run」って2回付くの可愛いくないですか？」という未夕の提案から命名された。元々は同じ中学校に通うWUGファンの同級生で、「タチアガレ!」の踊ってみた動画を動画投稿サイトにアップしたり 、その後も真夢主演のドラマのエキストラやWUGのバスツアーなど積極的に参加し、それらをきっかけにアイドルになることを決意し事務所(グリーンリーヴズ)に訪れる。丹下は当初「新人を獲る気はない」と断るが、何度も足を運ぶ3人の熱意に負け渋々ながらもオーディションを受けさせ、たまたまその場に訪れた真夢の後押しもあり研究生として事務所入りする。事務所入りする前はWUG及びWUGメンバーのことをファン視点から様々な呼び方で呼んでいたが、事務所入り後はそれぞれに「さん」付けで統一している。そしてWUGの全国ツアーのファイナルで前座ながらも初めてステージに立ち、Twinkleが3人のために作った「カケルＸカケル」を披露した。
速志歩（はやし あゆみ）
声 - 林鼓子
守島音芽（もりしま おとめ）
声 - 森嶋優花
阿津木いつか（あつぎ いつか）
声 - 厚木那奈美

### その他の登場人物

#### ワグナー
「ワグナー」とはアイドルユニット「Wake Up, Girls!」のファン全体を指す通称（Wake Up, Girls!の頭文字「WUG」を日本語風に「ワグ」と読み、それに「er」を付けてそれっぽくした呼称）。下記4名は頻繁にファミレスでの集会を行っており、会話がエキサイトすると大声を出し、店員に注意されるという天丼ギャグが繰り返される。
大田邦良（おおた くによし）
声 - 下野紘
仙台在住のワグナー。小太り・メガネ・ポスターブレードを背中のリュックに装備する。シリーズ開始時点ではI-1clubの古参ファンで、I-1clubを脱退した島田真夢を気にかけていた。勾当台公園で配られたWUGデビューライブのチラシに島田真夢の名前を見つけ驚愕し駆けつける。以降もワグナー繋がりで縁を持った浅津、屋沢、城本と共にWUGを応援し、「Beyond the Bottom」では私設ファンclub「わぐらぶ」 を立ち上げた。
浅津正樹（あさつ　まさき）、屋沢良（やざわ　りょう）、城本一（しろもと　はじめ）
声 - 祐仙勇、松本健太、高橋大輔
大田とつるむワグナー3名（浅津はバンダナ、屋沢はメガネ、大柄な帽子を被っているのが城本）。浅津と屋沢は元々未夕が勤務していたメイドカフェの常連客だったことからWUGでも引き続き「未夕推し」で、勾当台公園でのデビューライブにも見に行っていた（その後もWUGのライブに通い詰め、流れで大田と合流）。
劇場版第2作の前編「青春の影」での東京デビューや「b Session」のライブでも大田と一緒に駆けつけている。「新章」では、大田を差し置いて三人でバスツアーに参加する。

#### アイドルたちの親族、関りを持つ人たち
真夢の祖父、祖母
声 - 西村知道、定岡小百合
東京から戻ってきた娘である母親(真理)と真夢を優しく迎えるも、どこか気を使い踏み込めずにおりどちらともギクシャクしている。真夢がアイドルを再開したことを応援しているが、そのことに対しても真理と対立してしまう。
島田真理（しまだ まり）
声 - 島本須美
真夢の母。I-1clubを辞めた真夢とともに仙台に帰郷する。仕事の大変さからスレており、娘の真夢や両親に対して投げやりな態度をとっている。真夢がアイドルを再開した際には反発していたが、後に和解しアイドル活動を認め所属同意書・契約書にサインする。素直に娘を応援するようになった。フルネームは第10話での真夢の契約書に記載されていた。 新章では最終回で全国ツアーのファイナル会場に両親(真夢の祖父・祖母)とともに駆けつけているほか、第4話では真夢にドラマを見た感想をメールで送っていた。
小説版によれば白木徹がかつて立ち上げていた「セイント40」のオーディションを受け、落ちた経験もあり、真夢に自分の夢を重ねていた部分もあったようで白木の手法もある程度知っていたようである。
藍里の父親、母親
声 - 柴本浩行、伊藤美紀
夫婦で老舗和菓子屋を切り盛りしている。両親とも藍里のアイドル志望に対しては本人の自由に任せつつもどこか心配している。父親は藍里がアイドル活動を辞めようとした際に厳格な態度をとり続ける。また藍里が説得されて再開しようとする際に「継続は力なり」という言葉と応援する言葉を娘に向けた。
磯川（いそかわ）
声 - すずき紀子
実波がよく遊びにいく仮設住宅に住んでいる老年の女性。実波が歌う演歌のファンで、実波が所属するWUGに対しても応援している。仙台テレビのイベント直前に心臓の病気で入院する。
新章最終回のツアーファイナル会場にも駆けつけている。
吉田和子（よしだ かずこ）
声 - 亀井芳子
夏夜の叔母。気仙沼で旅館を営んでいる。幼いころに両親を亡くした夏夜を母親代わりとして育て、震災を機に仙台に越した夏夜を心配し手紙を送っている。そして夏夜の提案で合宿に来たWUGメンバーらを温かく迎えた。エンディングクレジットは名前のみの表記だが、夏夜に送った手紙の封筒に苗字を含めたフルネームが記載されていた。
杉本（すぎもと）
声 - 岡本寛志
松田の大学時代の旧友でバンドのメンバーであった人物。劇場版「七人のアイドル」でも松田に電話をかけている。夢は叶えられなかったものの、働きながらバンドを続けておりWUGが東京に進出する際に松田と再会する。
菜々美の父親
声 - てらそままさき
劇場版第2作の後編「Beyond the Bottom」より登場。とある会社の社長を務めている。菜々美のアイドル活動については快く思っておらず、当初の目標だった「光塚歌劇団」へと舵を切るよう菜々美に迫る。
歩の父親、母親
声 - 橘潤二、丸山有香
新章より登場。

#### アイドル・業界関係者たち
須藤（すどう）
声 - 中尾隆聖
第1話・第2話に登場。丹下不在時のグリーンリーヴズに仕事を斡旋した芸能プロデューサー。その実態は丹下曰く「ゴロツキプロデューサー」と呼ばれる悪質な男で、世間知らずの松田とWUGを手玉にとり、水商売まがいの仕事をあてがって一儲けを目論んだ。結局、営業先に、なぜか居合わせた丹下にピンハネを見抜かれ殴打され、反撃もせずに退場する。
鈴木文明（すずき ふみあき）
声 - 松本健太
第3話・第4話に登場。テレビ局のディレクターで、真夢が仙台で活動を再開したことを知り、真夢の脱退について詳細を知るために、偽企画を用意し、グリーンリーブスに取材企画を通させてWUGメンバーに部下の山田AD（声 - 宮下栄治）とともにインタビューを始める。真夢のゴシップのための取材とバレた後は開き直りWUGや事務所へ中傷をするも怒りに任せた丹下により殴られ事務所から追い出された。エンディングクレジット表記は「鈴木ディレクター」であるが、丹下に差し出した名刺や本来の企画書（都落ちアイドル 仙台奮闘記）にフルネームが記載されている。
男鹿なまはげーず（おが-）
声 - 洞内愛（絹宮サキ）、明石香織（六代陽子）、小笠原早紀（風山唯）
第10話、「Beyond the Bottom」、『新章』に登場。アイドルの祭典の東北ブロックに出場する、秋田県の3人組のご当地アイドルユニット。なまはげの服装を羽織りつつダンスをしたりそれを脱ぎ捨ててセーラー服を用いて踊り歌うというスタイルを取り時にはヨーヨーも使う。秋田弁で喋っているため綿密に話している内容がわかるのは佳乃くらいである。
TVアニメにおいては、偵察も兼ねて帰宅帰りの真夢と佳乃の前に現れ対抗意識を丸出しにする。普段も威圧も兼ねてなまはげ姿をしているため恐れを抱くWake Up,Girls!のメンバーもいた。東北ブロック予選で負けた際には「Wake Up,Girls!が良かった」というエールを残した。
劇場版第2作の後編「Beyond the Bottom」においては、Wake Up,Girls!が全国を回る際に男鹿なまはげーずが定期公演しているライブスタジオに客演として迎い入れ共演した。再度の東北ブロック予選でのWUGとの対決でもWUGが軍配が上がったが、当初のアイドルの祭典ではイロモノ扱いの面も強く実力は言及されていなかったが、実力をメキメキ上げており来年があったらわからないと佳乃に言わしめる。
『新章』の冒頭では、事務所の倒産により解散したと大田の台詞で語られるが、第11話より再登場、フリーで活動していたことが明かされる。チラシからWUGが出場しなかった2016年度のアイドルの祭典で東北代表になっていたことが分かる。
カルロス鴨田（かるろす かもだ）
声 - 島﨑信長
続・劇場版に登場する。大手レコード会社bvexのA&Rを務めるスタッフ。アイドルの祭典において活躍したWake Up,Girls!に注目し、グリーンリーヴズに電話を掛けWake Up,Girls!と1年間のレコード契約をする。
お調子者で業界用語や高い声を出しながら演説する癖があるが、早坂頼みでスカウトしたようで、1曲目のメジャーデビューシングルである「7 Girls War」のあとに出した2ndシングル「素顔でKISS ME」の売れ行きが不調になるとWUGを見限る動きを見せ、早坂にも早坂頼りのユニットであったとおべっかを使っている。
少女交響曲を早坂から提供されたことを知ると、リリースしたい意向を出すがアイドルの祭典へ参加するために断られると渋い表情を出す。しかし松田からの要望通りにbvexの所属ながらWUG独自の自主性を重んじた活動をすることを許可した。
マキナX
声 - 三森すずこ
『新章』に登場するヴァーチャルアイドル。劇中では「Vドル」と呼ばれ、主人公たちアイドルを脅かす存在である。

## テレビアニメ

### 第1期
2014年1月から3月まで、テレビ東京ほかにて放送された。全12話。また、劇場版第2弾公開決定を記念して2015年4月から6月まで再放送された（テレビ東京のみ）。

#### スタッフ（第1期）
- 原作 - Green Leaves
- 原案・監督 - 山本寛
- シリーズ構成・脚本 - 待田堂子
- キャラクターデザイン - 近岡直
- 色彩設計 - 辻田邦夫
- 美術監督 - 田中孝典
- 美術設定 - 井伊蔵、袈裟丸絵美、荒井和浩、里美篤（第4話 - ）
- CG監督 - 濱村敏郎
- 撮影監督 - 石黒晴嗣
- 編集 - 奥田浩史
- 音響監督 - 菊田浩巳
- 音楽 - 神前暁、MONACA
- 音楽プロデューサー - 村上貴志
- 音楽制作 - DIVE II entertainment
- プロデューサー - 田中宏幸、矢橋清志、田中聡、菅沢正浩、清水美佳、藤森裕、吉澤隆、菊地等、高篠秀一
- 制作統括プロデューサー - 竹内宏彰
- アニメーションプロデューサー - 藤尾勉
- アニメーション制作 - Ordet×タツノコプロ
- 製作 - Wake Up, Girls!製作委員会（エイベックス・エンタテインメント、タツノコプロ、グッドスマイルカンパニー、テレビ東京、AT-X、ウルトラスーパーピクチャーズ、東宝、セガ、創通）

#### 主題歌（第1期）
オープニングテーマ
「タチアガレ！」（TV版第1話 - 第2話）
作詞 - 辛矢凡 / 作曲・編曲 - 神前暁 / 歌 - Wake Up, Girls!
第3話では劇中歌として使用。ただしBlu-ray Disc版1・2話は挿入歌となっている。
「7 Girls War」（TV版第3話 - 第12話・BD版全話）
作詞 - 辛矢凡 / 作曲 - 神前暁・田中秀和 / 編曲 - 田中秀和 / 歌 - Wake Up, Girls!
Blu-ray Disc版では全話7 Girls Warがオープニングとなっている。

エンディングテーマ「言の葉 青葉」
作詞 - 只野菜摘 / 作曲・編曲 - 岡部啓一 / 歌 - Wake Up, Girls!

#### 劇中歌（第1期）
「太陽曰く燃えよカオス」（第2話）
作詞 - 畑亜貴 / 作曲・編曲 - 田中秀和 / 歌 - 岡本未夕
「16歳のアガペー」（第5話）
作詞 - 只野菜摘 / 作曲 - 広川恵一 / 歌 - Wake Up, Girls!
「ジェラ」（第5話）
作詞 - 只野菜摘 / 作曲・編曲 - 田中秀和 / 歌 - I-1club
「DATTE」（第5話）
作詞 - 只野菜摘 / 作曲・編曲 - 広川恵一 / 歌 - 小早川ティナ from I-1club
「あぁ光塚歌劇団」（第8話）
作詞 - 只野菜摘 / 作曲・編曲 - 高橋邦幸 / 歌 - 光塚歌劇団
「極上スマイル」（第8・10・11話）
作詞 - 只野菜摘 / 作曲・編曲 - 田中秀和 / 歌 - Wake Up, Girls!（第8・10話）、I-1club（第11話）

#### 各話リスト（第1期）
| 話数 | サブタイトル                   | 元ネタとなった 黒澤明監督作品 | 絵コンテ            | 演出                                  | 作画監督                                                      | 総作画監督      |
| ---- | ------------------------------ | ----------------------------- | ------------------- | ------------------------------------- | ------------------------------------------------------------- | --------------- |
| #1   | 静かなる始動                   | 静かなる決闘                  | 山崎雄太            | 山崎雄太                              | 宍戸久美子、高瀬さやか 小林恵祐                               | 近岡直          |
| #2   | ステージを踏む少女たち         | 虎の尾を踏む男達              | 江島泰男            | 有冨興二                              | 池田志乃、原修一 相田誠、保村成 星野真澄、吉田伊久雄 中野良一 | 近岡直          |
| #3   | 一番優しく                     | 一番美しく                    | 高橋幸雄            | 高橋幸雄                              | 南伸一郎、しまだひであき                                      | 近岡直 後藤圭佑 |
| #4   | スキャンダル                   | 醜聞                          | 藤澤俊幸            | 清水明                                | 内原茂、服部憲知                                              | 近岡直 後藤圭佑 |
| #5   | 天国か地獄か                   | 天国と地獄                    | 小俣真一            | 有冨興二、榎本守 橋口洋介、山本寛     | 石原恵治、中山竜 榎戸駿、今岡律之 桂憲一郎、普津澤時ヱ門      | 近岡直 後藤圭佑 |
| #6   | まだまだだよ                   | まあだだよ                    | 大原実              | 加藤顕                                | 清水博幸、新妻瑠維                                            | 近岡直 後藤圭佑 |
| #7   | 素晴らしき仲間たち             | 素晴らしき日曜日              | 伊藤良太            | 佐々木勅仁、野木森達哉 小林恵祐       | 桂憲一郎、榎戸駿 今岡律之、小林恵祐                           | 近岡直 後藤圭佑 |
| #8   | 波乱                           | 乱                            | 高橋幸雄            | 所俊克                                | 南伸一郎、しまだひであき 清水勝裕、青木真理子 鵜池一馬        | 近岡直 後藤圭佑 |
| #9   | ここで生きる                   | 生きる                        | 中山奈緒美 杉村苑美 | 有冨興二 中山奈緒美                   | 竹森由加、深澤謙二 今岡律之、普津澤時ヱ門                     | 近岡直 後藤圭佑 |
| #10  | 登竜門                         | 羅生門                        | 板垣伸              | 島崎奈々子                            | 阿部可奈子、亀田霰                                            | 近岡直 後藤圭佑 |
| #11  | アイドル狂詩曲（ラプソディー） | 八月の狂詩曲                  | 山崎雄太            | 山崎雄太 小林恵祐                     | 柳沢まさひで、中山竜 榎戸駿、後藤圭佑                         | 近岡直          |
| #12  | この一瞬に悔いなし             | わが青春に悔なし              | 山本寛 中山奈緒美   | 山本寛、有冨興二 伊藤祐毅、中山奈緒美 | 桂憲一郎、石原恵治 普津澤時ヱ門、今岡律之                     | 近岡直          |

#### 放送局（第1期）

##### 日本国内
| 放送地域   | 放送局             | 放送期間                | 放送日時           | 系列             | 備考                        |
| ---------- | ------------------ | ----------------------- | ------------------ | ---------------- | --------------------------- |
| 関東広域圏 | テレビ東京         | 2014年1月10日 - 3月28日 | 金曜 25:23 - 25:53 | テレビ東京系列   | 製作参加                    |
| 愛知県     | テレビ愛知         | 2014年1月10日 - 3月28日 | 金曜 26:05 - 26:35 | テレビ東京系列   |                             |
| 大阪府     | テレビ大阪         | 2014年1月11日 - 3月29日 | 土曜 26:30 - 27:00 | テレビ東京系列   |                             |
| 宮城県     | 仙台放送           | 2014年1月12日 - 3月30日 | 日曜 25:15 - 25:45 | フジテレビ系列   |                             |
| 日本全域   | ニコニコ生放送     | 2014年1月13日 - 3月31日 | 月曜 24:00 - 24:30 | ネット配信       | 2月3日分は総集編を配信      |
| 日本全域   | ニコニコチャンネル | 2014年1月13日 - 3月31日 | 月曜 24:30 更新    | ネット配信       | 2月3日分は総集編を配信      |
| 日本全域   | AT-X               | 2014年1月14日 - 4月8日  | 火曜 23:00 - 23:30 | アニメ専門CS放送 | 製作参加 / リピート放送あり |
| 日本全域   | バンダイチャンネル | 2014年1月19日 - 4月13日 | 日曜 12:00 更新    | ネット配信       |                             |
| 日本全域   | dアニメストア      | 2014年1月26日 - 4月13日 | 日曜 12:00 更新    | ネット配信       |                             |
| 熊本県     | 熊本放送           | 2014年2月23日 - 5月18日 | 日曜 25:50 - 26:20 | TBS系列          |                             |

##### 日本国外
| 放送地域       | 放送局      | 放送期間                | 放送日時           | 系列                                     | 備考                 |
| -------------- | ----------- | ----------------------- | ------------------ | ---------------------------------------- | -------------------- |
| 北米           | Crunchyroll | 2014年1月10日 - 3月28日 | 金曜 27:30 更新    | ネット配信                               | 英語字幕あり         |
| スペイン語圏   | Crunchyroll | 2014年1月10日 - 3月28日 | 金曜 27:30 更新    | ネット配信                               | スペイン語字幕あり   |
| ポルトガル語圏 | Crunchyroll | 2014年1月10日 - 3月28日 | 金曜 27:30 更新    | ネット配信                               | ポルトガル語字幕あり |
| フランス       | Crunchyroll | 2014年1月10日 - 3月28日 | 金曜 27:30 更新    | ネット配信                               |                      |
| 中国           | Tudou       | 2014年1月10日 - 3月28日 | 金曜 27:30 更新    | ネット配信                               |                      |
| 中国           | Youku       | 2014年1月10日 - 3月28日 | 金曜 27:30 更新    | ネット配信                               |                      |
| 韓国           | ANIPLUS     | 2014年1月13日 - 3月31日 | 月曜 22:30 - 23:00 | CS放送、IP放送 ケーブルテレビ ネット配信 | 韓国語字幕あり       |

### Wake Up, Girls! 新章
2017年10月から2018年1月までテレビ東京ほかにて放送された。本編全12話と特別編1話の全13話を放送。アニメーション制作は、続・劇場版でOrdetと共同で制作をしていたミルパンセが単独で担当。スタッフが多く変わり、本編アニメのダンスシーンが3DCGによるトゥーンレンダリングへと変更され、次回予告の実写もRun Girls, Run!の3人に変更されている。
全13話であるが、第7話としてカウントされている「特別篇 わぐばん!新章」はキャストが出演する実写のバラエティ番組であり、ストーリー的には前後とは関係がない ため、実質的には全12話である。また、この回は海外や日本国内の多くの動画配信サービスでは配信が行われていない。2017年10月からの1クールの番組であるが、最終回のみ年をまたぎ、放送時間も変更された。

#### スタッフ（新章）
- 原作・脚本 - Green Leaves
- 監督 - 板垣伸
- 監督助手 - 田辺慎吾
- キャラクター原案 - 近岡直
- キャラクターデザイン・キーアニメーター - 菅原美幸
- 衣装デザイン - 原田幸枝
- 色彩設計 - 山上愛子、長岡純子（第2話 - ）
- 美術監督 - 海野よしみ
- 撮影監督 - 春原幸子、川田敏寛
- 編集 - 長谷川舞
- 音響監督 - 菊田浩巳
- 音楽 - 神前暁、MONACA
- 音楽制作 - DIVE II entertainment
- 音楽プロデューサー - 村上貴志
- プロデューサー - 田中宏幸、榎本広樹、菅沢正浩、清水美佳、田中聡、中島真理子、門屋大輔、吉澤隆、松村俊輔、宮城惣次、荒木重則、瀬戸優、百田英生
- アニメーションプロデューサー - 白石直子、播摩優
- アニメーション制作 - ミルパンセ
- 製作 - Wake Up, Girls!3製作委員会

#### 主題歌（新章）
オープニングテーマ「7 Senses」（第1話 - 第6話、第8話 - 第11話）
作詞 - 只野菜摘 / 作曲・編曲 - 田中秀和 / 歌 - Wake Up, Girls!
第13話では挿入歌として使用された。
エンディングテーマ「雫の冠」（第1話 - 第6話、第8話 - 第11話）
作詞 - 只野菜摘 / 作曲・編曲 - 岡部啓一 / 歌 - Wake Up, Girls!

#### 劇中歌（新章）
「タチアガレ！」（第1話、第9話、第11話、第12話、第13話）
作詞 - 辛矢凡 / 作曲・編曲 - 神前暁 / 歌 - Wake Up, Girls!
「7 Girls War」（第1話、第8話、第11話、第13話）
作詞 - 辛矢凡 / 作曲 - 神前暁、田中秀和 / 編曲 - 田中秀和 / 歌 - Wake Up, Girls!
「あおばブルース」（第2話）
作詞・作曲・編曲 - 広川恵一 / 歌 - ザ・カシューナッツ
「極上スマイル」（第2話、第6話、第9話）
作詞 - 只野菜摘 / 作曲・編曲 - 田中秀和 / 歌 - Wake Up, Girls!
「止まらない未来」（第2話）
作詞 - 只野菜摘 / 作曲・編曲 - 広川恵一 / 歌 - I-1club
「DREAM」（第3話）
作詞 - 吉田詩織 / 作曲 - 水島康貴 / 歌 - Noda Akiko、金子麻友美
「君とプログレス」（第5話）
作詞 - 只野菜摘 / 作曲・編曲 - 広川恵一 / 歌 - I-1club
「レザレクション」（第5話）
作詞 - 辛矢凡 / 作曲・編曲 - 帆足圭吾 / 歌 - ネクストストーム
「同じ夢を見てる」（第5話）
作詞・作曲 - 吉田詩織 / 編曲 - 久下真音 / 歌 - ミツキとヨウコ
「ワグ・ズーズー」（第6話）
作詞 - 只野菜摘 / 作曲・編曲 - 高橋邦幸 / 歌 - Wake Up, Girls!
「少女交響曲」（第8話、第13話）
作詞 - 辛矢凡 / 作曲・編曲 - 田中秀和 / 歌 - Wake Up, Girls!
「ニャオンのテーマ」（第9話）
作詞 - 松田恵里子 / 作曲・編曲 - 久下真音 / 歌 - Wake Up, Girls!
「HIGAWARI PRINCESS」（第9話、第10話、第13話）
作詞 - 只野菜摘 / 作曲・編曲 - 広川恵一
歌（第9話、第13話） - Wake Up, Girls!
歌（第10話） - 片山実波、久海菜々美
「無限大ILLUSION 2017」（第11話）
作詞 - 吉田詩織 / 作曲・編曲 - 立山秋航 / 歌 - なまはげーず
「Glossy World」（第11話、第13話）
作詞	- こだまさおり / 作曲 - 山田高弘 / 編曲 - ArmySlick / 歌 - マキナX
「Polaris」（第12話、第13話）
作詞 - Wake Up, Girls! / 作曲・編曲 -  田中秀和
歌（第12話） - Wake Up, Girls!
歌（第13話） - Wake Up, Girls!、I-1club、ネクストストーム、男鹿なまはげーず、あかみそオールスターズ
「Jewelry Wonderland」（第13話）
作詞 - 只野菜摘 / 作曲・編曲 - 広川恵一 / 歌 - I-1club
「カケル×カケル」（第13話）
作詞 - 只野菜摘 / 作曲 - 神前暁 / 編曲 - 広川恵一 / 歌 - Run Girls, Run!
「Beyond the Bottom」（第13話）
作詞 - 辛矢凡 / 作曲・編曲 - 田中秀和 / 歌 - Wake Up, Girls!

#### 各話リスト（新章）
| 話数 | サブタイトル                   | 脚本       | 絵コンテ         | 演出             | 作画監督                     |
| ---- | ------------------------------ | ---------- | ---------------- | ---------------- | ---------------------------- |
| #1   | 私たち、Wake Up Girls!でーす！ | 松田恵里子 | 板垣伸           | 田辺慎吾、板垣伸 | 菅原美幸                     |
| #2   | ここが私たちのホーム           | 松田恵里子 | 板垣伸           | 白石道太         | 菅原美幸                     |
| #3   | ポニーテールは本体です         | 松田恵里子 | 村田光、板垣伸   | 田辺慎吾         | 菅原美幸                     |
| #4   | 美味しい時はうんめーにゃー！   | 松田恵里子 | 板垣伸、田辺慎吾 | 田辺慎吾         | 菅原美幸                     |
| #5   | 同じ夢を見てる                 | 松田恵里子 | 板垣伸           | 田辺慎吾         | 菅原美幸                     |
| #6   | 1人でもWUG！7人でもWUG！       | 松田恵里子 | 板垣伸           | 田辺慎吾         | 菅原美幸                     |
| #7   | 特別篇 わぐばん!新章           | -          | -                | -                | -                            |
| #8   | キツい時ほど笑ってナンボ       | 松田恵里子 | 板垣伸、田辺慎吾 | 田辺慎吾         | 菅原美幸                     |
| #9   | 進んでるって信じて             | 松田恵里子 | 板垣伸           | 田辺慎吾         | 菅原美幸                     |
| #10  | WUG!と言えば･･････？           | 松田恵里子 | 板垣伸           | 田辺慎吾         | 菅原美幸                     |
| #11  | 新芽を出せ！                   | 松田恵里子 | 板垣伸           | 田辺慎吾         | 菅原美幸                     |
| #12  | 私たちにできること             | 松田恵里子 | 板垣伸           | 田辺慎吾         | 菅原美幸、吉田智裕           |
| #13  | 明るい方へ                     | 松田恵里子 | 板垣伸           | 田辺慎吾         | 菅原美幸、吉田智裕、内田利明 |

#### 放送局（新章）
| 放送期間                       | 放送時間                                                                                       | 放送局     | 対象地域   | 備考             |
| ------------------------------ | ---------------------------------------------------------------------------------------------- | ---------- | ---------- | ---------------- |
| 2017年10月10日 - 2018年1月8日  | 火曜 2:05 - 2:35（月曜深夜・第1話～第12話） 月曜 3:05 - 3:35（日曜深夜・第13話（最終話）のみ） | テレビ東京 | 関東広域圏 |                  |
| 2017年10月11日 - 2018年1月10日 | 水曜 2:00 - 2:30（火曜深夜）                                                                   | 仙台放送   | 宮城県     |                  |
|                                | 水曜 23:30 - 木曜 0:00                                                                         | AT-X       | 日本全域   | リピート放送あり |
| 2017年11月13日 - 2018年2月19日 | 月曜 2:05 - 2:35（日曜深夜）                                                                   | 熊本放送   | 熊本県     |                  |

| 配信期間                       | 配信時間                   | 配信サイト |
| ------------------------------ | -------------------------- | --- |
| 2017年10月13日 - 2018年1月11日 | 金曜 0:00（木曜深夜） 更新 | GYAO!ストア あにてれ ニコニコチャンネル ビデオパス みるプラス YouTube Amazonビデオ Rakuten TV ひかりTV ビデオマーケット |
|                                | 金曜 9:00 更新             | Google Play J:COMオンデマンド                                                                                           |
|                                | 金曜 10:00 更新            | ビデックスJP DMM動画 [ 注 9 ] [ 35 ]                                                                                    |
|                                | 金曜 12:00 更新            | dアニメストア U-NEXT dTV アニメ放題                                                                                     |
| 2017年10月16日 - 2018年1月14日 | 月曜 更新                  | HAPPY動画 |
| 2017年10月18日 - 2018年1月16日 | 水曜 更新                  | PlayStation Store |
| 2017年10月27日 - 2018年1月25日 | 金曜 更新                  | バンダイチャンネル（初回は第3話までをまとめて配信）                                                                     |

##### 日本国外
| 放送地域                                                             | 放送局       | 放送期間 | 放送日時              | 系列                                     | 備考                                                  |
| -------------------------------------------------------------------- | ------------ | -------- | --------------------- | ---------------------------------------- | ----------------------------------------------------- |
| アジア以外                                                           | Crunchyroll  |          | 月曜 28:05 更新       | ネット配信                               | 第7話『特別編 わぐばん!新章』は配信・放送されず、欠番 |
| 中国                                                                 | 嗶哩嗶哩     |          | 月曜 27:05 更新       | ネット配信                               | 第7話『特別編 わぐばん!新章』は配信・放送されず、欠番 |
| 中国                                                                 | Youku        |          | 月曜 27:05 更新       | ネット配信                               | 第7話『特別編 わぐばん!新章』は配信・放送されず、欠番 |
| 韓国                                                                 | ANIPLUS      |          | 水曜 23:00 放送       | CS放送、IP放送 ケーブルテレビ ネット配信 | 第7話『特別編 わぐばん!新章』は配信・放送されず、欠番 |
| 東南アジア(シンガポール、マレーシア、インドネシア、タイ、フィリピン) | ANIPLUS ASIA |          | 月曜 27:35 更新・放送 | ケーブルテレビ ネット配信                | 第7話『特別編 わぐばん!新章』は配信・放送されず、欠番 |

| テレビ東京 土曜1:23枠（金曜深夜）   | テレビ東京 土曜1:23枠（金曜深夜）         | テレビ東京 土曜1:23枠（金曜深夜）          |
| 前番組                              | 番組名                                    | 次番組                                     |
| ----------------------------------- | ----------------------------------------- | ------------------------------------------ |
| 衝撃ゴウライガン!! 【特撮ドラマ枠】 | Wake Up, Girls! 【本作のみアニメ枠】      | 牙狼-GARO- -魔戒ノ花- 【特撮ドラマ枠復帰】 |
| テレビ東京 火曜2:05枠（月曜深夜）   |                                           |                                            |
| おそ松さん（第1期・再放送）         | Wake Up, Girls! 新章 【第1話～第12話】    | 弱虫ペダル GLORY LINE                      |
| テレビ東京 月曜3:05枠（日曜深夜）   |                                           |                                            |
| 一夜づけ                            | Wake Up, Girls! 新章 【第13話（最終話）】 | 一夜づけ                                   |

## 劇場アニメ

### Wake Up, Girls! 七人のアイドル
2014年1月10日より全国公開された。なお、公開初日には映画本編の冒頭一部がニコニコ生放送にて無料配信された 他、劇場版全編のサイマル配信を有料にて行った。また、Crunchyroll（北米・スペイン語圏・ポルトガル語圏・フランス）、Tudou・Youku（いずれも中国）のサイトを活用し、劇場映画の公開初日に本編全てを世界108ヵ国・地域に向けて同時配信を行った が2015年11月27日よりYouTubeエイベックスピクチャーズ公式アカウントにて無料配信を開始した。このような試みは世界で初の試みとしている。
公開初日に、仙台市にて舞台挨拶および「仙台シネマ」認定式が行われた。

#### スタッフ（第1作）
- 原作 - Green Leaves
- 原案・監督・絵コンテ - 山本寛
- 脚本 - 待田堂子
- 演出 - 久保田雄大、有冨興二、榎本守、山本寛
- キャラクターデザイン・総作画監督 - 近岡直
- 衣装デザイン - 川妻智美、澤田知世、中田知里
- 作画監督 - 小林恵祐、後藤圭佑、川島尚、西村広、桜井正明、橋本正則、石原恵治
- 音楽 - 神前暁、MONACA
- 色彩設計 - 辻田邦夫
- 美術監督 - 田中孝典
- 美術設定 - 井伊篤
- 撮影監督 - 石黒晴嗣
- CG監督 - 濱村敏郎
- デジタル映像監修 - 吉浦康裕
- 編集 - 奥田浩史
- 音響監督 - 菊田浩巳
- 音楽プロデューサー - 村上貴志
- 音楽制作 - DIVE II entertainment
- プロデューサー - 田中宏幸、矢橋清志、田中聡、菅沢正浩、清水美佳、藤森裕、吉澤隆、菊地等、高篠秀一
- 制作統括プロデューサー - 竹内宏彰
- アニメーションプロデューサー - 藤尾勉
- アニメーション制作 - Ordet×タツノコプロ
- 製作 - Wake Up, Girls!製作委員会（エイベックス・エンタテインメント、タツノコプロ、グッドスマイルカンパニー、テレビ東京、AT-X、学研パブリッシング、東宝、セガ、創通）
- 配給 - 東宝映像事業部

#### 主題歌・挿入歌（第1作）
主題歌「タチアガレ！」
作詞 - 辛矢凡 / 作曲・編曲 - 神前暁 / 歌 - Wake Up, Girls!
挿入歌
「シャツとブラウス」
作詞 - 只野菜摘 / 作曲・編曲 - 広川恵一 / 歌 - I-1club
「リトル・チャレンジャー」
作詞 - 辛矢凡 / 作曲・編曲 - 田中秀和 / 歌 - I-1club
「大空のプリズム」
作詞 - 辛矢凡 / 作曲・編曲 - 神前暁 / 歌 - 島田真夢

### Wake Up, Girls! 青春の影 / Beyond the Bottom
前篇『Wake Up, Girls! 青春の影』が2015年9月25日から、後篇『Wake Up, Girls! Beyond the Bottom』が12月11日から公開された。
2014年12月14日に特報とともに発表された。劇場版第1作・TVアニメを制作したタツノコプロが制作を外れ、ミルパンセが加わっている。
2015年3月19日にファンクラブ開設記念に開催された「Wake Up, Derby!」にてタイトルおよび2部構成であると発表された。
青春の影は、TVアニメの最終話からの直接の続編であり、時系列では2014年冬(2015年の年明け)から2015年晩夏まで、Beyond the Bottomは2015年晩夏から年末までを描いている。

#### スタッフ（続・劇場版）
特に追記のない限り前後編共通である。
- 原作・脚本 - Green Leaves
- 原案・監督 - 山本寛
- 副監督 - 山崎雄太（後編のみ）
- アニメーションディレクター - 山崎雄太（前編のみ）、小林恵祐（前編のみ）
- ダンスキーアニメーター - 杉浦英之、平松棹史（後編のみ）、近岡直（後編のみ）、澤田知世（後編のみ）
- キャラクターデザイン・総作画監督 - 近岡直
- 衣装デザイン - 澤田知世、小島大和、松嶌舞夢、小林恵祐、川妻智美、中田知里、谷口宏美
- 色彩設計 - 辻田邦夫
- 美術監督 - 田中孝典
- 美術設定 - 袈裟丸絵美、伊井蔵、荒井和浩、里見篤
- 撮影監督 - 岩井和也（前編のみ）、澤見泰治（後編のみ）
- CG監督 - 濱村敏郎
- 編集 - 坪根健太郎
- 音響監督 - 菊田浩巳
- 音楽 - 神前暁、MONACA
- 音楽プロデューサー - 村上貴志
- 音楽制作 - DIVE II entertainment
- プロデューサー - 田中宏幸、矢崎清志、菅沢正浩、清水美佳、里見哲朗、田中聡、吉澤隆、盛谷尚也、酒井大
- アニメーションプロデューサー - 白石直子
- 制作統括プロデューサー - 竹内宏影
- アニメーション制作 - Ordet×ミルパンセ
- 製作 - Wake Up, Girls!2製作委員会（エイベックス・ピクチャーズ、タツノコプロ、テレビ東京、AT-X、ウルトラスーパーピクチャーズ、グッドスマイルカンパニー、東宝、ローソンHMVエンタテイメント、ヒロシプランニング）
- 配給 - 東宝映像事業部

#### 主題歌（続・劇場版）
「少女交響曲」（前篇）
作詞 - 辛矢凡 / 作曲・編曲 - 田中秀和 / 歌 - Wake Up, Girls!
「Beyond the Bottom」（後篇）
作詞 - 辛矢凡 / 作曲・編曲 - 田中秀和  /歌 - Wake Up, Girls!

#### 挿入歌（続・劇場版）
前篇
「素顔でKISS ME」
作詞 - 只野菜摘 / 作曲 - 田中秀和 / 編曲 - 広川恵一 / 歌 - Wake Up, Girls!
「運命の女神」
作詞 - 只野菜摘 / 作曲・編曲 - 広川恵一 / 歌 - I-1 Club Team S
「Regain Brave」
作詞 - 吉田詩織 / 作曲・編曲 - 神保トモヒロ / 歌 - 木高ゆみ
「End of endless」
作詞 - 吉田詩織 / 作曲 - 末岡史靖 / 編曲 - 立山秋航 / 歌 - mip'o
「Go for it!」
作詞 - 只野菜摘 / 作曲・編曲 - 夏目悠一郎 / 歌 - ホットドッグ

後篇
「少女交響曲」
作詞 - 辛矢凡 / 作曲・編曲 - 田中秀和 / 歌 - Wake Up, Girls!
「タチアガレ！」
作詞 - 辛矢凡 / 作曲・編曲 - 神前暁 / 歌 - Wake Up, Girls!
「止まらない未来」
作詞 - 只野菜摘 / 作曲・編曲 - 広川恵一 / 歌 - I-1 Club
「レザレクション」
作詞 - 辛矢凡 / 作曲・編曲 - 帆足圭吾 / 歌 - ネクストストーム
「if you were godness」
作詞・作曲・編曲 - Noda Akiko / 歌 - 佐藤勝子（サファイア麗子）
「無限大　ILLUSION」
作詞 - 吉田詩織 / 作曲・編曲 - 立山秋航 / 歌 - 男鹿なまはげーず

#### 各話リスト（続・劇場版）
|      | タイトル                          | 絵コンテ                 | 演出                                             | 作画監督                                                                                                  | 公開日         |
| ---- | --------------------------------- | ------------------------ | ------------------------------------------------ | --- | -------------- |
| 前篇 | Wake Up, Girls! 青春の影          | 山本寛 山崎雄太          | 山崎雄太、有富興二 渡邊政治、村田光 山本寛       | 小林恵祐、今岡律之、柳瀬譲二 原奏也、永川桃子、澤田知世 小島大和、小松達彦                                | 2015年9月25日  |
| 後篇 | Wake Up, Girls! Beyond the Bottom | 山本寛 山崎雄太 渡邊政治 | 村田光、白石道太 山崎雄太、たかたまさひろ 山本寛 | 林あすか、木野下澄江、藤田正幸 渡邉和夫、三宅舞子、中野ゆうき 杉浦英之、糸井恵、是本晶 澤田知世、小松達彦 | 2015年12月11日 |

## OVA
『Wake Up, Girls! 出逢いの記録』は、2013年12月29日に秋葉原UDXで開催されたイベント で販売された前売り券に付属したDVDに付属した6分程度のテレビ&劇場未使用のショートエピソードのアニメ。
Wake Up, Girls!の島田真夢以外のメンバーがグリーンリーブスのオーディションを受けた際のエピソードをアニメ化しており、各キャラクターの自己紹介映像となっている。なお島田真夢が藍里の付き添いで来たという場面のみテレビや劇場で使用された。時系列としては、劇場版の中の話である。ディスクには、販売元としてエイベックス・エンタテインメントとしてクレジットされている以外は、スタッフなどはクレジットされていなかったが後に脚本・コンテ&演出、総作監のみ判明している。また、Blu-ray 第6巻の特典映像として再録された。

### スタッフ (OVA)
- 脚本 - 山本寛
- 絵コンテ・演出 - 山崎雄太
- 総作画監督 - 近岡直

## Webアニメ
『うぇいくあっぷがーるZOO!』は、『Wake Up Girls!』のスピンオフアニメ。略称は「わぐZOO!」。
2014年8月10日に発表され、9月5日にお試し版がYouTubeにて配信された。10月22日よりdアニメストア、バンダイチャンネル、J:COMオンデマンド、ビデオパス、U-NEXT、RakutenShowtime、TSUTAYA TV、Gyao!ストア、DMM、ビデオマーケット、GyaO!、ニコニコチャンネルで正式配信。2015年2月25日配信の第10話にて最終回を迎えた。
Wake Up Girls!にはメンバーごとイメージアニマルが設定されており、本編3話等でアニマル天気予報としてイメージアニマルに則したきぐるみを一部のメンバーが着用していた場面がある。仙台市八木山動物公園が協力としてクレジットされており、舞台のモデルとなっているとみられる。

### あらすじ
仙台の郊外にある小さな動物園。最後の一匹の動物が死んでしまい、園長は飼育員の松田に新たな動物を探すことを命じる。集まってきたのは猛獣の女の子たちだった…。

### 登場人物（わぐZOO!）
マユ
声 - 吉岡茉祐
ライオンの女の子。
第1話で松田飼育員に勧誘されるも一旦は拒絶。思わず松田を食べてしまう。第8話ではプロレス団体WUG所属ライオネル島田として登場、マイクパフォーマンスでアイリを叩きまくった挙句食べられる。
第9話では『WUGZOO レンジャー』のライオンレッドとして登場するが、声は青山吉能で実はカキワリ。
アイリ
声 - 永野愛理
サメの女の子。
魚類であるのに、第2話では水槽に入れられ溺死、カヤと共に第2話のEDには登場していない。第4話でも水族館で溺死した姿が見られる。第5話ではフィギュアのモデルとして、ヨシノに咬まれるポーズをマユにとらされ、その後ヨシノに食べられEDでは食べ残しの背ビレのみ映る。第8話ではプロレスのレフェリー、シャーク林田として登場するが、マユとヨシノ双方から叩かれ、ブチ切れ2人を食べ勝利する。
第9話では『WUGZOO レンジャー』のシャークネイビーとして登場するが、声は青山吉能で実はカキワリ。
ミナミ
声 - 田中美海
トラの女の子。
第6話では巨大化する。第8話ではプロレスの解説役・タイガー片山として登場するも、「うめーにゃ」としか言わない。
第9話では『WUGZOO レンジャー』のタイガーイエローとして登場するが、声は奥野香耶で実はカキワリ。
ヨシノ
声 - 青山吉能
シロクマの女の子。
第4話ではパンダの格好をしている。第5話ではフィギュアのモデルとしてアイリを食べるようなポーズをし実際に食べてしまう。第8話ではプロレス団体WUG所属ベアー七瀬として登場、マイクパフォーマンスでアイリを叩きまくった挙句食べられる。
第9話では『WUGZOO レンジャー』のベアーブルーとして登場。本人も出演しつつ他のキャラも代役している。
第10話ではアニマルの祭典で（マユのせいで）足を怪我するもマユに押し切られる形でステージに出ることになり、上手く飛べず会場（モデルはさいたまスーパーアリーナ）を全壊させる。
ナナミ
声 - 山下七海
オオカミの少女。
第6話では巨大化する。第7話では作画、予算などメタな発言をし、EDではリアル頭身の美麗作画だが予算を使ったため口パクしかできない綺麗な止め絵で登場。
第9話では『WUGZOO レンジャー』のウルフパープルとして登場するが、声は青山吉能で実はカキワリ。
カヤ
声 - 奥野香耶
ワニの女の子。
爬虫類であるのに、第2話では水槽に入れられ溺死、アイリと共に第2話のEDには登場していない。第4話でも水族館で溺死した姿が見られる。
第9話では『WUGZOO レンジャー』のクロコダイルグリーンとして登場。本人も出演しつつ他のキャラの代役とナレーションも担当。
ミユ
声 - 高木美佑
ワシの女の子。
第4話で自分がヒロインのゲームを作る。第6話では鳥類であるのに飛べないことが分かり、巨大化する。
第9話では『WUGZOO レンジャー』のイーグルオレンジとして登場するが、声は奥野香耶で実はカキワリ。
松田飼育員
声 - 浅沼晋太郎
動物園の唯一の飼育員。ポスターを街中に張り、猛獣達の女の子を集めてくる。マユを勧誘するも食べられ、第4話ではミナミとナナミのご飯になる。第8話ではプロレスの解説役として登場。第9話では登場するもののすぐにボコボコにされる。第10話ではマユに反論しようとして食べられる。
丹下園長
声- 日髙のり子
動物園の園長。動物が一匹しかいなくなるほどの状態になっており、経営手腕には疑問符がつく。

### スタッフ（わぐZOO!）
- 原作 - Green Leaves
- 監修 - 山本寛・待田堂子
- 監督 - 森井ケンシロウ
- 脚本 - 森井ケンシロウ、松田恵里子、岡篤志、関根聡子
- キャラクターデザイン・作画監督 - 宮嶋星矢
- 音響監督 - 菊田浩巳
- 音楽 - MONACA、立山秋航
- 音楽プロデューサー - 村上貴志
- 音楽制作 - DIVE II entertainment
- 編集 - スタジオモリケン
- プロデューサー - 田中宏幸、矢橋清志、田中聡、菅沢正浩、清水美佳、吉澤隆、菊地等
- アニメーションプロデューサー - 竹内宏彰
- アニメーション制作 - Ordet×スタジオモリケン
- 製作 - うぇいくあっぷがーるZOO!製作委員会

### 主題歌（わぐZOO!）
エンディングテーマ「ワグ・ズーズー」
作詞 - 只野菜摘 / 作曲・編曲 - 高橋邦幸 / 歌 - Wake Up, Girls!

### 各話リスト（わぐZOO!）
| 話数   | サブタイトル      | 脚本                                      | 絵コンテ       | 演出           | 配信日                                       |
| ------ | ----------------- | ----------------------------------------- | -------------- | -------------- | -------------------------------------------- |
| 第1話  | 動物園でGO!       | 松田恵里子 関根聡子 岡篤志 森井ケンシロウ | 衣谷ソーシ     | 衣谷ソーシ     | 2014年 9月5日（お試し版） 10月22日（正式版） |
| 第2話  | 水族館でGO!       | 松田恵里子                                | 衣谷ソーシ     | 衣谷ソーシ     | 10月22日                                     |
| 第3話  | 怪談でGO!         | 関根聡子                                  | 宮嶋星矢       | 宮嶋星矢       | 11月5日                                      |
| 第4話  | ゲームでGO!       | 関根聡子                                  | 衣谷ソーシ     | 衣谷ソーシ     | 11月19日                                     |
| 第5話  | フィギュアでGO!   | 関根聡子                                  | 藤森蒼         | 藤森蒼         | 12月3日                                      |
| 第6話  | チラシ配りでGO!   | 関根聡子                                  | まがりひろあき | まがりひろあき | 12月17日                                     |
| 第7話  | 一点豪華主義でGO! | 岡篤志                                    | 宮嶋星矢       | 宮嶋星矢       | 2015年 1月14日                               |
| 第8話  | プロレスでGO!     | 岡篤志                                    | 衣谷ソーシ     | 衣谷ソーシ     | 1月28日                                      |
| 第9話  | 戦隊ヒーローでGO! | 松田恵里子                                | 宮嶋星矢       | 宮嶋星矢       | 2月11日                                      |
| 第10話 | 最終回でGO!       | 森井ケンシロウ                            | 衣谷ソーシ     | 衣谷ソーシ     | 2月25日                                      |

## Wake Up, 宮城！触れ愛プロジェクト
観光による宮城県活性化を目的として、宮城県を舞台としているWake Up, Girls！とのタイアップキャンペーンを通じて宮城県をPRすることを目的として宮城県とコラボレーションしたプロジェクトで、当初は台湾で先行してイベントと新作短編アニメーション映像が公開され、3月26日の仙台空港イベントまでいくつかのイベントが行われた。
Wake Up,Girls!とうぇいくあっぷがーるZOO!のキャラクターたちが、宮城県の各所をPRするという内容の短編アニメーション（Wake Up,Girls!編は全7分、うぇいくあっぷがーるZOO!は全9分20秒）。2016年3月31日にYouTube上で正式公開された。制作には宮城県が加わっている。スマートフォン用アプリケーションの舞台めぐりともコラボレーションし、定められた宮城県の有名な景勝地や市町村を回ると録り下ろしのオーディオドラマが聞くことができる「Wake Up,Girls! Another Real」というプロジェクトも行われた。

### Wake Up, Girls！の宮城PRやらせてください！のスタッフ
- 原作 - GreenLeaves
- 総監督・脚本 - 山本寛
- 監督・絵コンテ・演出 - 山崎雄太
- キャラクターデザイン・総作画監督 - 近岡直
- 色彩設計 - 辻田邦夫
- 美術監督 - 田中孝典
- 撮影監督 - 岩井和也
- 編集 - 坪根健太郎
- 音響監督 - 菊田浩巳
- 音楽 - 神前暁、MONACA
- 音楽プロデューサー - 村上貴志
- 音楽制作 - DIVE II entertainment
- プロデューサー - 田中宏幸、矢崎清志、菅沢正浩、清水美佳、里見哲朗、田中聡、吉澤隆、盛谷尚也、酒井大
- アニメーションプロデューサー - 竹内宏影
- アニメーション制作 - Ordet
- 制作 - 宮城県
- 製作 - Wake Up, Girls!2製作委員会

### うぇいくあっぷがーるZOO！ 宮城PRでGO！のスタッフ
- 原作 - Green Leaves
- 原案・監修 - 山本寛
- 監督・脚本 - 森井ケンシロウ
- 絵コンテ・演出 - 宮嶋星矢、衣谷ソーシ
- キャラクターデザイン - 宮嶋星矢
- 編集 - ダブトゥーンスタジオ
- 音響監督 - 菊田浩巳
- 音楽 - MONACA、立山秋航
- 音楽プロデューサー - 村上貴志
- 音楽制作 - DIVE II entertainment
- プロデューサー - 田中宏幸、矢橋清志、菅沢正浩、清水美佳、里見哲朗、田中聡、吉澤隆、盛谷尚也、酒井大
- アニメーションプロデューサー - 竹内宏彰
- アニメーション制作 - Ordet×ダブトゥーンスタジオ
- 制作 - 宮城県
- 製作 - ［うぇいくあっぷがーるZOO!］製作委員会

## 舞台

### Wake Up, Girls! 青葉の記録
『Wake Up, Girls! 青葉の記録』と題した舞台が2017年1月19日から2017年1月22日にAiiA 2.5Theater Tokyoで上演された。脚本は待田堂子、演出は柿ノ木タケヲが担当。主催はエイベックス・ピクチャーズ。アニメでWake Up, Girls!のキャラクター全員とI-1clubの岩崎志保を演じている声優が舞台版でもWake Up, Girls!やI-1clubの同役を務めた。
ストーリーは『Wake Up, Girls! 七人のアイドル』に沿っているが、細かい台詞やディティールに修正が加えられている。全8公演が上演され、各公演の終わりには4曲ずつのミニライブもあった。
2017年5月26日にはBlu-rayが発売された。
Wake Up, Girls!以外のキャスト
（出典：）
I-1club
- 岩崎志保 - 大坪由佳
- 近藤麻衣 - 小山梨奈
- 吉川愛 - 岩田華怜
- 相沢菜野花 - 水原ゆき
- 鈴木萌歌 - 山下夏生
- 鈴木玲奈 - 立花玲奈
- 小早川ティナ - 日下部美愛

グリーンリーヴス・エンタテインメント
- 松田耕平 - 一内侑
- 丹下順子 - 田中良子

大田組
- 浅津正樹 - 鈴木ハルニ
- 大田邦良 - 増留壮一朗
- 城本一 - 本間健大

### Wake Up, Girls! 青葉の軌跡
『Wake Up, Girls! 青葉の軌跡』と題したWake Up, Girls!の2度目の舞台が2018年6月7日から2018年6月10日に草月ホールで上演された。脚本は待田堂子、総合演出は松多壱岱、演出は萩原成哉が担当した。制作はオッドエンタテインメント。主要キャストは『Wake Up, Girls! 青葉の記録』と同じであるが、I-1clubメンバーのキャストの一部が変更となった。前作で登場した大田組は本作には登場しないが、Twinkleの2人、および、I-1clubの新メンバーである高科里佳が新たに登場した。
最初のテレビシリーズである『Wake Up, Girls!』と、マンガ『リトルチャレンジャー Wake Up, Girls! -side I-1 club-』の内容 をベースにしたものであるが、脚本の待田がスタッフとして関わっていない『Wake Up, Girls! 新章』で歌われた楽曲である『Polaris』の歌唱から始まる など、「現在」から過去を振り返るシーンから始まるような構成となっていた。全8公演が上演され、前作同様、公演のあとには3〜4曲を歌うミニライブコーナーもあった。
本公演の模様を収録したBlu-rayは2018年11月に発売され、また、10月20日には発売記念イベントも開催された。
Wake Up, Girls!以外のキャスト
（出典：）
I-1club
- 岩崎志保 - 大坪由佳
- 近藤麻衣 - 松村芽久未
- 吉川愛 - 持田千妃来
- 相沢菜野花 - 堀越せな
- 鈴木萌歌 - 山下夏生
- 鈴木玲奈 - 立花玲奈
- 小早川ティナ - 日下部美愛
- 高科里佳 - 松田彩希

Twinkle
- アンナ - 栗生みな
- カリーナ - 舞川みやこ

グリーンリーヴス・エンタテインメント
- 松田耕平 - 一内侑
- 丹下順子 - 田中良子
- 早坂相 - 福山聖二

## メディアミックス（関連商品）

### 漫画版
4コマ漫画
『メガミマガジン』（学研パブリッシング）2013年11月号より2014年6月号まで連載された。作者はしろ。タイトルはなく、サブタイトルのみ掲載。キャラクターの設定にそったぼのぼの4コマ紹介漫画である。毎月1本掲載。掲載されたものは「Wake Up, Girls! COMPLETE BOOK『WUGpedia』」に収録されている
ワクワク4コマ
『アニメディア』（学研パブリッシング）2013年11月号より2014年4月号まで連載された。作者は水知せり。各月に紹介される2-3人の登場キャラクターの設定に沿った4コマ紹介漫画。毎月2本掲載。掲載されたものは「Wake Up, Girls! COMPLETE BOOK『WUGpedia』」に収録されている
4コマ漫画（タイトルなし）
『声優アニメディア』（学研パブリッシング）2013年10月号より2014年6月号まで連載された。作者ははんざわかおり。タイトルはなく、サブタイトルのみ掲載。リアルの声優のWake Up,Girls!のキャラクターを題材にした紹介漫画である。毎月2本掲載。掲載されたものは「Wake Up, Girls! COMPLETE BOOK『WUGpedia』」に収録されている
劇場版「Wake Up, Girls! 七人のアイドル」
ノーラコミックスレーベル（学研パブリッシング）より発売。原作Green Leaves、作画は緋呂河とも。劇場版Wake Up, Girls! 七人のアイドルのコミカライズにあたる。オフィシャルガイドブックにプレビュー版としてプロローグ20ページ分の冊子が収録された。またアニメディア2014年4月号には40ページ分のプレビュー版の冊子が収録された。全1巻。久海菜々美の家族など、アニメにおいては描かれていない描写が描かれている。
- 2014年3月28日発売、ISBN 978-4-05-607117-7

リトルチャレンジャー Wake Up, Girls! -side I-1 club-
『メガミマガジン』（学研パブリッシング）2014年5月号より2015年5月号まで連載された。全13話。原案は山本寛、ネーム原案はアニメのシリーズ構成脚本の待田堂子、漫画は U.G.E が担当した。I-1club視点のスピンオフコミックで、続・劇場版後篇の『Beyond the Bottom』でアニメに初登場となったI-1club 5期生のI-3に位置する新人の高科里佳が主人公である。多忙となり全体レッスンに参加できなくなったI-1clubセンターの岩崎志保のアンダー（代役）としてレッスンで伝えられた振り付けなどの変更点を志保に伝わる役割となった。アンダーとなったためかI-1の選抜チームとの交流が多くなりI-1clubの内面がアニメより濃く描かれており、またI-1clubから見たWake Up, Girls!の世界を劇場版からTV最終話まで描いている。単行本はノーラコミックスレーベル（学研マーケティング）にて発売。第1話から第6話まで収録された1巻のみが発売され、2017年12月現在、『メガミマガジン』2014年11月号掲載の第7話以降は書籍化されていない。
1. 2014年9月29日発売、ISBN 978-4-05-607125-2

Wake Up, Girls!
『月刊コンプエース』(KADOKAWA) 2015年7月号から2016年1月号まで連載。作画はカガケント、原作はGreen Leaves。TVアニメ版のコミカライズにあたりTVアニメ第2話の終盤にあたるWUGが地元テレビ局の情報番組の出演が決定する時系列より開始している。また菜々美視点での描写が小説版で収録されたエピソードを含め多くなっていることも特徴である。2016年1月号の告知により休載が発表されたが、ユニットが解散した後も再開されておらず事実上終了状態にある。2015年12月現在既刊1巻。
1. 2015年12月26日初版発行、ISBN 978-4-04-103770-6

Wake Up,Girls!リーダーズ
『チャンピオンクロス』→『マンガクロス』（秋田書店）で2017年7月18日から2018年12月18日まで連載された。作画は柏木香乃、原作・監修はGreen Leaves。時系列は劇場版Wake Up,Girls!七人のアイドルのからスタートし、WUGのリーダーの七瀬佳乃とサブリーダーの菊間夏夜の視点で進行している。またアニメ・小説版では描かれていない描写・設定も登場する。全3巻だが、2巻と3巻は電子版のみの発行となった。
1. 2017年12月8日発売、ISBN 978-4-253-25264-5
2. 2019年3月19日発売、ASIN B07PRZTCMM
3. 2019年3月19日発売、ASIN B07PMRGJTP

Wake Up, Girls! エターナル・センシズ
『コミッククリア』(KADOKAWA) 2017年7月30日から10月27日まで連載された。作画はGUNP、原作・監修はGreen Leaves 。続・劇場版と『新章』の間をつなぐストーリーとなっており、アニメでは『新章』で初登場となるキャラクターも登場する。全1巻。
- 2017年11月15日発売、ISBN 978-4-04-734880-6

### 小説版
小説版Wake Up, Girls! それぞれの姿
学研パブリッシングにより発売された。B6判。著者はアニメのシリーズ構成を担当した待田堂子が担当し、イラストはU.G.Eが担当した。Wake Up, Girls!がアイドルを志すまでのエピソードで、劇場版の前日譚にあたるエピソードのほか、テレビ最終話の後も少し描かれている。Wake Up, Girls!の詳細プロフィールも掲載されている。
- 2014年4月15日発売 ISBN 978-4-05-405989-4

#### オーディオブック
上記の内容をオーディオブック化したものが、2015年6月3日にオトバンクのオーディオブックサイト『FeBe!』より発売された。小説版の各章を小分けで発売し、それぞれキャストのオーディオコメンタリーも収録されている。またアニメ専門店ではダウンロードカードも発売された。なお全章一括購入特典としてオーディオブック独自のオーディオオリジナルドラマ『それぞれの姿 after story』も配信している。こちらの脚本は松田恵里子。なお、アニメで声が付けられていないキャラクターも新たにキャスティングされている（例：実波の父：堀総士郎、実波の母：森千晃、実波の妹：桑原由気、佳乃の妹：空見ゆき、真夢の父：中村大樹、菜々美の母：神田みか、菜々美のおばさん：たなか久美、暁彗：夜桜音音）。

### ファンブック
Wake Up, Girls! Official Guide Book
2014年1月9日に発売された。学研パブリッシング発行、学研マーケティング発売である。メガミマガジン編集部編。発売当時までに発表された版権イラストを収録した他、劇中のキャラクター相関図、Wake Up, Girls!やI-1clubのプロフィールの詳細、そしてその周囲の人々達のプロフィールが描かれている。また声優Wake Up, Girls!の本人たちのプロフィールや、オーディションから放送までの軌跡が掲載されている他、監督の山本寛、脚本家の待田堂子、音楽の神前暁やプロデューサー達のインタビューなどが掲載されている。そして、舞台である仙台のロケ地や名所などを紹介している他、関連商品の紹介も収録されている。特典としてコミック版『劇場版Wake Up, Girls! 七人のアイドル』のコミックプレビュー版、表紙イラスト&声優録りおろしピンナップポスターの他、SNSゲーム版『Wake Up, Girls! ステージの天使』の特典シリアルカードが封入されている。ISBN 978-4-05-610331-1。
Wake Up, Girls! ステージの天使 The Illustrations
2014年6月10日初版発行。ISBN 978-4-05-406022-7。学研パブリッシング発行、学研マーケティング発売である。ソーシャルゲームWake Up, Girls! ステージの天使の2014年4月までのイラストを収録した画集となっている。アニメ版のキャラクターとゲームオリジナルキャラクターを含む全キャラクター69種の詳細プロフィールとイラストが掲載されており、SR。SRプラスカードはセリフも掲載されている。また、一部ゲームオリジナルキャラクターには声優が付けられているが、声優のクレジットも記されている。巻末にはアニメのキャラクターデザインを担当したアニメーターの近岡直とWake Up, Girls! ステージの天使のメインイラストレーターでアニメーターの小島大和の対談、ゲームスタッフ座談会、Wake Up, Girls!の声優のうち田中美海、青山吉能、高木美佑の座談会も収録されている。付録として大石陽奈のオリジナルのカードのコードが収録されている。
Wake Up, Girls! COMPLETE BOOK『WUGpedia』
2014年7月15日に発売された。学研パブリッシング発行、学研マーケティング発売である。ISBN 978-4-05-406056-2。キャラクター解説やキャスト・製作委員会のプロデューサー、脚本家の待田堂子、監督の山本寛のほか制作スタッフや作詞家、音楽制作スタッフそして宮城県のロケ先の関係者などを含めた総勢70人以上にも登るインタビューも収録されている。楽曲解説、劇場版やTVアニメの各話解説やそれに合わせた年表も収録されており、各話演出担当者のコメントや絵コンテなどが掲載されているほか、改めて監督・脚本・プロデューサー三者が参加した誌上コメンタリーと題した各話解説も収録された。またキャラクター・美術設定が収録された他、メガミマガジンやアニメディア、声優アニメディアで掲載された4コママンガも収録している。その他に仙台のロケ先の紹介やWake Up, Girls!の関連商品紹介なども掲載されている。
Wake Up, Girls! ビジュアルコレクション
2014年9月22日に発売された。学研パブリッシング発行、学研マーケティング発売である。メガミマガジン編集部編。ISBN 978-4-05-406146-0。アニメWake Up,Girls!のアニメ版権の大部分と声優「Wake Up,Girl!」の写真が50点ほど収録されており、A4サイズのカードとして切り離せる仕様となっている。また、付録として描きおろしのアニメ版権と声優『Wake Up,Girls!』のお風呂ポスター計2枚が収録されている。

### ゲーム

#### ミラクルガールズフェスティバル
2015年12月17日にセガゲームスからPlayStation Vita用に発売された音楽ゲーム。Wake Up, Girls!を含む複数の作品の楽曲とキャラクターが登場する。
ゲーム中に3D CGで登場するキャラクター達のモーションアクターは、他作品はStand-Up! Records所属のアーティストが担当しているが、Wake Up, Girls!については声優ユニットのWake Up, Girls!自身が担当したものとなっている。

### ソーシャルゲーム

#### Wake Up, Girls! ステージの天使
2013年12月から2014年12月15日までMobageにて配信されていたゲームである。開発元はgloops。テレビにはいないゲームオリジナルキャラクターが40名以上おり、一部ゲームオリジナルキャラクターには新しく声優も付けられている。登場キャラクターはCOOL、PRETTY、SUNNYの3属性区分されておりそれぞれステータスに偏りが設けられている。登場キャラクターを用いたゲームオリジナル4コマ漫画「天使のブランチ〜4コマ劇場〜」が随時更新されていた。アニメにも対抗チームのアイドルとして登場している。

##### Wake Up, Girls! ステージの天使に登場したアイドル
太字はアニメ原作のメインキャラクターで、太字のないものはステージの天使オリジナルキャラクター。
ステージの天使のオリジナルキャラクターである一ノ瀬咲、真木絵梨香、金城桃花はアニメ第9話に、対抗アイドルとして登場すると発表された。しかし第9話には登場せず、一ノ瀬、金城は後述している第10話以降に登場しているが、真木は10話以降も未登場となっており発表に混乱が見られる。
ステージの天使のオリジナルキャラクターのアニメ出演は、第10話において、国仲友香、松原春奈、西山結香、一ノ瀬咲、倉本留美が登場した。
また第12話においては、赤味噌オールスターズとして穂坂裕美、榊遙佳、坂井ゆき、水島まりや、金城桃花が登場している。第10・12話ともに声優はキャスティングはされておらずカメオ出演扱いとなっている。
PRETTY
- 林田藍里（声 - 永野愛理）
- 岡本未夕（声 - 高木美佑）
- 吉川愛（声 - 津田美波）
- 鈴木玲奈（声 - 明坂聡美）
- 大石陽菜（声 - 洲崎綾）
- 二宮仁美（声 - 小岩井ことり）
- 白川美桜（声 - 佐倉綾音）
- 柚沢栞（声 - 野水伊織）
- 廣澤由香里
- 水嶋まりや
- 西山結香
- 谷川杏南
- 疋田朱里
- 鹿谷絢
- 桃瀬萌乃
- 松原春奈
- 坂井ゆき
- 安西里菜
- 篠崎麗華
- 杉原茉莉花
- 杉原さくら
- 御子柴ひまり
- 三井花凛

SUNNY
- 片山実波（声 - 田中美海）
- 久海菜々美（声 - 山下七海）
- 岩崎志保（声 - 大坪由佳）
- 相沢菜野花（声 - 福原香織）
- 鈴木萌歌（声 - 山本希望）
- 桜井千明（声 - 鹿野優以）
- 金城桃花（声 - 麻倉もも）
- 森崎つばさ（声 - 東山奈央）
- 塚野真理（声 - 伊藤かな恵）
- 小泉璃乃（声 - 斎藤千和）
- 立石碧香（声 - 赤﨑千夏）
- 一ノ瀬咲
- 比嘉翠
- 矢貫茜
- 椎名なぎさ
- 滝沢奈緒
- 芦埜瑞葉
- 穂坂裕美
- 三上彩夏
- 竹花奈津子
- 松本クララ
- 梅垣梓
- 西野歩

COOL
- 島田真夢（声 - 吉岡茉祐）
- 七瀬佳乃（声 - 青山吉能）
- 菊間夏夜（声 - 奥野香耶）
- 近藤麻衣（声 - 加藤英美里）
- 小早川ティナ（声 - 安野希世乃）
- 八神涼華（声 - 大橋彩香）
- 真木絵梨香（声 - 早見沙織）
- 入谷七夜（声 - 日高里菜）
- 野々村亜衣（声 - 井口裕香）
- 八木愛子
- 高崎すみれ
- 加賀美清楓
- 国仲友香
- 春原理恵
- 早坂夏希
- 藤ヶ谷玲奈
- 倉本留美
- 磯貝千紘
- 眞田弥生
- 本多麻衣子
- 榊遙佳
- 橘梨央
- 仲田アリカ

#### Wake Up, Girls! パズルの天使
「Wake Up, Girls! パズルの天使」は2015年にオルトプラスが配信を予定していたスマートフォン向けのアクションパズルゲーム。
楽天が2015年8月に運営を開始した独自のアプリケーションストアである楽天アプリ市場で先行配信されることも告知され、東京ゲームショー やコミックマーケット への出典、事前登録や体験版の配信も行われた。
楽天アプリ市場はAmazon AppstoreのようにAndroid向けのGoogle Playからは独立したアプリケーションストアとして展開されたが、主要なモバイル端末向けOSであるiOSへの対応は行われれず、翌年2016年12月12日にはサービスを停止した。そして、ながらく動きのなかったオルトプラスからは2017年8月10日に公表した決算説明会資料において、開発を停止したことが正式に明らかにされた。

#### Wake Up, Girls! 新星の天使
2018年8月20日から楽天ゲームズ株式会社のHTML5ゲームに特化しているソーシャルゲーム・プラットフォームである、楽天ゲームズにてサービスが提供されていたゲームである。リズムゲーム要素を持つ。2019年7月9日にサービスを終了した。そして、楽天ゲームズ自体も同年7月22日にはサービスを終了した。

### パチスロ
2019年9月13日にネット株式会社が設立した新ブランド「カルミナ株式会社」のお披露目会において、参考出品としてWake Up, Girls！のパチスロ機が公開された。2021年5月に稼動開始。型式名は「S Wake Up，Girls!NC」。疑似ボーナスでメダルを増やしていくAT機となっている。

### CD
発売・販売元はエイベックス・マーケティング→エイベックス・ピクチャーズ。劇場版Wake Up,Girls!七人のアイドルの主題歌はBlu-ray版の特典として収録されている。

#### シングル
| 発売日         | タイトル                                         | 規格品番     | 規格品番   |
| 発売日         | タイトル                                         | CD+DVD盤     | CD盤       |
| -------------- | ------------------------------------------------ | ------------ | ---------- |
| 2014年2月26日  | 7 Girls War                                      | AVCA-74092/B | AVCA-74093 |
| 2014年2月26日  | 言の葉 青葉                                      | AVCA-74094/B | AVCA-74095 |
| 2014年3月26日  | リトル・チャレンジャー                           | AVCA-74099/B | AVCA-74100 |
| 2014年4月23日  | 極上スマイル                                     | AVCA-74101/B | AVCA-74102 |
| 2014年9月3日   | Character song series 島田真夢                   | -            | AVCA-74521 |
| 2014年9月3日   | Character song series 岡本未夕                   | -            | AVCA-74522 |
| 2014年10月1日  | Character song series 片山実波                   | -            | AVCA-74523 |
| 2014年10月1日  | Character song series 林田藍里                   | -            | AVCA-74524 |
| 2014年11月5日  | Character song series 久海菜々美                 | -            | AVCA-74525 |
| 2014年11月5日  | Character song series 菊間夏夜                   | -            | AVCA-74526 |
| 2014年12月3日  | Character song series 七瀬佳乃                   | -            | AVCA-74527 |
| 2015年8月26日  | 少女交響曲                                       | EYCA-10554/B | EYCA-10555 |
| 2015年11月11日 | 運命の女神 （I-1 club TeamS）                    | -            | EYCA-10568 |
| 2015年11月11日 | 運命の女神 （I-1 club TeamM）                    | -            | EYCA-10569 |
| 2015年12月9日  | Beyond the Bottom                                | EYCA-10571/B | EYCA-10572 |
| 2016年1月13日  | レザレクション/止まらない未来                    | -            | EYCA-10570 |
| 2016年9月28日  | Wake Up,Girls!Character song series2 島田真夢    | -            | EYCA-11131 |
| 2016年9月28日  | Wake Up,Girls!Character song series2 岡本未夕    | -            | EYCA-11132 |
| 2016年9月28日  | Wake Up,Girls!Character song series2 片山実波    | -            | EYCA-11133 |
| 2016年9月28日  | Wake Up,Girls!Character song series2 林田藍里    | -            | EYCA-11134 |
| 2016年9月28日  | Wake Up,Girls!Character song series2 久海菜々美  | -            | EYCA-11135 |
| 2016年9月28日  | Wake Up,Girls!Character song series2 菊間夏夜    | -            | EYCA-11136 |
| 2016年9月28日  | Wake Up,Girls!Character song series2 七瀬佳乃    | -            | EYCA-11137 |
| 2017年11月29日 | 7 Senses                                         | EYCA-11598/B | EYCA-11599 |
| 2017年11月29日 | 雫の冠                                           | EYCA-11600/B | EYCA-11601 |
| 2017年12月20日 | Wake Up, Girls!Character song series3 島田真夢   | -            | EYCA-11681 |
| 2017年12月20日 | Wake Up, Girls!Character song series3 林田藍里   | -            | EYCA-11682 |
| 2017年12月20日 | Wake Up, Girls!Character song series3 片山実波   | -            | EYCA-11683 |
| 2017年12月20日 | Wake Up, Girls!Character song series3 七瀬佳乃   | -            | EYCA-11684 |
| 2017年12月20日 | Wake Up, Girls!Character song series3 久海菜々美 | -            | EYCA-11685 |
| 2017年12月20日 | Wake Up, Girls!Character song series3 菊間夏夜   | -            | EYCA-11686 |
| 2017年12月20日 | Wake Up, Girls!Character song series3 岡本未夕   | -            | EYCA-11687 |
| 2018年1月31日  | 君とプログレス/Jewelry Wonderland                | -            | EYCA-11732 |

#### アルバム
| 発売日        | タイトル                | 規格品番                          | 規格品番       |
| 発売日        | タイトル                | CD+Blu-ray盤                      | CD盤           |
| ------------- | ----------------------- | --------------------------------- | -------------- |
| 2015年3月18日 | Wake Up, Best!          | EYCA-10286 - 7/B                  | EYCA-10288 - 9 |
| 2016年3月25日 | Wake Up, Best!2         | EYCA-10770 - 1/B                  | EYCA-10772 - 3 |
| 2018年3月28日 | Wake Up, Best!3         | EYCA-11695 - 6/B                  | EYCA-11697 - 8 |
| 2019年1月23日 | Wake Up, Best! MEMORIAL | EYCA-12100 - 7/B (初回生産限定盤) |                |

### BD
発売元はエイベックス・マーケティング→エイベックス・ピクチャーズ。発売はBDのみだが、レンタル用にはDVD仕様のものが存在する。初回限定盤が終了した後は封入特典がカットされた通常版に切り替わった。
劇場版七人のアイドル
初回限定盤の仕様は封入特典として劇場版主題歌「タチアガレ！」が収録されたCDが同封される他、アフレコ時に使われた吉岡茉祐の書き込みが入った複製台本、特製ブックレット、SNSゲームの限定シリアルコードが付属する。初回限定盤と同時に発売されたシアター限定版は、上記特典に加え、劇場版主題歌『タチアガレ！』の6人バージョンのCDの他、好みのメンバーの直筆サイン色紙が封入された。シアター限定版は劇場で配布されたコードを用いた通販限定であった。
TV版
全6巻。第2巻は2014年4月25日発売予定が5月16日発売に変更されている。封入特典として、初回特典のWake Up, Girls!1st LiveTour「素人臭くてごめんね！」優先申込応募券（第1巻のみ）や、各巻に初回特典の書き込みありの複製台本が収録された（第1巻は吉岡茉祐、第2巻は高木美佑、第3巻は田中美海、第4巻は永野愛理、第5巻は奥野香耶、第6巻は青山吉能）。また、各巻にSNSゲーム『Wake Up, Girls! ステージの天使』 限定シリアルコードや、収録話の解説、キャラクター設定、キャストインタビューやイベントなどの模様などを収録した特製ブックレット、劇中の挿入歌が収録されたCD（第2巻）、ドラマCDが収録される他、映像特典としてダンス教則映像『Wake Up, Dance!』（劇場版・第1巻はタチアガレ!、第2・3巻は7 Girls War、第4・5巻は言の葉青葉）、各巻のジャケットのキャラクターがキャラクターの声優を実写の映像とともにナレーションで紹介する『Wake Up, Introduction!』が収録された。
続・劇場版
「青春の影」「Beyond the bottom」の全2巻。各巻ともにシアター限定版が設定されており、初回限定盤より1カ月早く劇場公開日に劇場にて発売されている。シアター限定版にはドラマCDとサウンドトラック版が追加で2枚付属する。
| 巻     | 発売日        | 収録話          | 規格品番                                            |
| ------ | ------------- | --------------- | --------------------------------------------------- |
| 劇場版 | 2014年2月28日 | 七人のアイドル  | AVXA-74098/B                                        |
| 1      | 2014年3月28日 | 第1話 - 第2話   | AVXA-74103/B                                        |
| 2      | 2014年5月16日 | 第3話 - 第4話   | AVXA-74104/B                                        |
| 3      | 2014年5月23日 | 第5話 - 第6話   | AVXA-74105/B                                        |
| 4      | 2014年6月27日 | 第7話 - 第8話   | AVXA-74106/B                                        |
| 5      | 2014年7月25日 | 第9話 - 第10話  | AVXA-74107/B                                        |
| 6      | 2014年8月22日 | 第11話 - 第12話 | AVXA-74114（通常版） AVXA-74108/B（初回生産限定盤） |

| 巻 | 発売日        | 収録話 | 規格品番   |
| -- | ------------- | ------ | ---------- |
|    | 2015年7月31日 | 全10話 | EYXA-10508 |

| 巻   | 発売日         | 収録話            | 規格品番     |
| ---- | -------------- | ----------------- | ------------ |
| 前篇 | 2015年10月30日 | 青春の影          | EYXA-10556/B |
| 後篇 | 2016年1月29日  | Beyond the Bottom | EYXA-10559/B |

| 巻 | 発売日         | 収録話                                     | 規格品番   |
| -- | -------------- | ------------------------------------------ | ---------- |
| 1  | 2017年12月27日 | 第1話 Wake Up, Girls!Festa.2016 SUPER LIVE | EYXA-11688 |
| 2  | 2018年3月30日  | 第2話 - 第3話                              | EYXA-11689 |
| 3  | 2018年4月27日  | 第4話 - 第5話                              | EYXA-11690 |
| 4  | 2018年5月25日  | 第6話 - 第7話                              | EYXA-11691 |
| 5  | 2018年6月29日  | 第8話 - 第9話                              | EYXA-11692 |
| 6  | 2018年7月27日  | 第10話 - 第11話                            | EYXA-11693 |
| 7  | 2018年8月31日  | 第12話 Wake Up, Girls!Festa.2017 TRINITY   | EYXA-11694 |

## 関連番組

### 【Wake Up, Girls!】山本寛アワー ワグっていいとも！
2013年11月から2014年3月まで不定期でニコニコ生放送で配信された動画番組。全5回。Wake Up, Girls!がパーソナリティーを務めるが必ずしも毎回で7人全員が参加はせず、ゲストでI-1clubの声優が参加する回もあった。テレビアニメや劇場版の情報、イベントや商品情報などが発表された情報番組である。「山本寛アワー」を名乗るが、山本は出演していない。

### Wake Up, Radio!
2014年5月12日から2015年12月11日まで配信されていた、Wake Up, Girls!のメンバーが週替わり3人1組で出演するトークラジオ番組。ニコニコチャンネルの超!アニメディアチャンネルから配信されていた。
元となったのは、2013年秋冬に計4回開催されたWake Up, Girls!ショーケースイベントで行われた仮想ラジオコーナー。2014年4月27日にステラボールで行われた「Wake Up, Girls!FESTA. イベント、やらせてください!」で『帰ってきたWake Up, Radio（仮）』として再開催の際にレギュラー化が発表された。
まず、2014年5月11日にニコニコ生放送で特別番組「Wake Up, Radio! ＜生＞ラジオ配信開始直前スペシャル」が配信され、翌日5月12日より（月曜日から金曜日まで）平日正午に毎日更新で配信が始まった。各回はおよそ10分。原則としてWake Up, Girls!のメンバーが週替わりの2人1組のペアで出演した。
2014年10月10日の第101回からは30分番組に拡大し、週一回、毎週金曜日正午の更新となった。また、出演者も3人1組になった。
月に1度、「Wake Up, Radio！（生）」と題して、ニコニコ生放送にて映像付きの生放送番組も配信されている。
第1週分である第1回から第5回と最新回は無料で聴取できるが、それ以外は超!アニメディア会員限定の有料となる。
2015年12月11日に配信された第162回をもって配信を終了した。

### Wake Up, Girls!のオールナイトニッポンモバイル
Wake Up, Girls!の各メンバーが1人ずつ交代で担当するトークラジオ番組。ニッポン放送のオールナイトニッポンモバイル内の一番組として配信。
2014年11月19日から、「目指せ幕張！決起集会ラジオ」をテーマに、同年12月14日の幕張での「Wake Up, Girls！Festa.2014 Winter 〜Wake Up, Girls！VS I-1club〜」のイベントに向けて第0回から第7回まで配信された。なお、第0回のみ7人全員が出演。第1回からは各回は前編と後編に別れ、後編については有料となっている。
その幕張のイベントにて、2014年12月24日からも引き続き配信されることが発表された。2016年3月2日にて番組終了。

### Wake Up, Girls!のオールナイトスッポン
上記のラジオ番組『Wake Up, Girls!のオールナイトニッポンモバイル』のリニューアル番組。9129スッポン放送、Raditalにて2016年4月1日から2017年8月25日まで配信された。毎週金曜日 10:00 更新。 Wake Up, Girls!の各メンバーが1人ずつ交代でパーソナリティを担当した。Raditalのサービス停止とそれに続く閉鎖により、第48回からはSoundCloudでも配信された。

### Wake Up, Girls!のがんばっぺレディオ！
2016年4月8日から2018年12月28日まで、音泉とHiBiKi Radio Stationにて配信されていたWebラジオ番組。毎週金曜日に更新。MCは月替わりで、ゲスト2名は原則として2回ごとに交替した。

### ファミ通presents WUGちゃんねる！
2017年3月11日から2018年12月23日まで、ニコニコ生放送にて配信されていた動画番組。WUGメンバーが毎回数名ずつ出演（初回プレ放送と2017年12月29日、2018年12月23日の大忘年会、下記の特別回は7人全員が出演）していた。ゲーム実況を中心とする「ゲーム回」と企画コーナーを中心とする「バラエティー回」のほか、メンバー個人がやりたいことに挑戦する「ひとりWUGちゃんねる」、アニメ映像やライブ映像の配信に合わせたコメンタリー企画などが行われた。
2018年3月31日に開催された「わぐらぶ仙台バスツアー PartⅢ」では、仙台市の秋保グランドホテルから出張配信を行い、ツアー参加者がゲストとして収録風景を見学したほか、ホテル各部屋のテレビにも映像配信が行われた。
2019年3月8日にさいたまスーパーアリーナで開催された「Wake Up, Girls! FINAL LIVE〜想い出のパレード〜」では、幕間に「Wake Up, Girls!のがんばっぺレディオ！」とコラボした特別編映像が上映された
。

### Wake Up, Girls!とRun Girls, Run!のオールナイトニッポンi
2017年10月3日から2018年12月25日までオールナイトニッポンiにて配信されたWebラジオ番組。毎週火曜日 0:00 更新。パーソナリティは、 Wake Up, Girls!とRun Girls, Run!のメンバーが交代で担当。チャンネル会員になると当番組のバックナンバーや以前配信されていたWake Up, Girls!のオールナイトニッポンモバイルのアーカイブ、および、月一回のチャンネル会員限定のコンテンツを聴くことができる。
2019年1月1日配信回からはRun Girls, Run!メンバーによる担当のみとなり、番組名は『Run Girls, Run!のオールナイトニッポンi』と改名したが、チャンネル会員は引き続き過去のアーカイブを聴くことができる。

### Run Girls, Radio!
2017年10月3日から2018年1月30日まで、HiBiKi Radio Stationにて配信されていたWebラジオ番組。全10回。原則として隔週火曜日に更新されていた。パーソナリティはRun Girls, Run!のメンバーである林鼓子（速志歩 役）、森嶋優花（守島音芽 役）、厚木那奈美（阿津木いつか 役）。

### Run Girls, Radio!!
2018年4月9日から2020年6月23日まで、HiBiKi Radio Stationにて配信されていたWebラジオ番組。月1回更新されていた。パーソナリティは林鼓子、森嶋優花、厚木那奈美。